# Hôtel de Caumont (Aix-en-Provence)
Pour les articles homonymes, voir Hôtel de Caumont.
L'hôtel de Réauville, dit de Caumont est un hôtel particulier situé au 3, rue Joseph-Cabassol dans le quartier Mazarin à Aix-en-Provence. Construit entre 1715 et 1742, il fait l’objet d’un classement au titre des monuments historiques depuis le 16 février 1990.

## Historique
L'hôtel de Réauville est bâti entre 1715 et 1742 par Georges Vallon à la demande du président de la Cour des comptes, François de Rolland, seigneur de Réauville et marquis de Cabannes, et sur le plan d'un architecte parisien, Robert de Cotte. Trois générations de Rolland de Réauville s'y succéderont : après le décès en 1718 de François dit de Rolland-Tertulle (il reprend le nom de sa mère, condition pour hériter de son oncle Joseph François de Raffélis Tertulle, marquis de la Roque, mort sans enfant), les propriétaires en sont : Joseph-François de Rolland Tertulle, seigneur de Réauville (mort en 1728), puis son fils Jean-Baptiste de Rolland de Tertulle-Réauville. L'hôtel est cédé par la veuve de ce dernier, née Covet de Marignane, en 1758.
La deuxième famille propriétaire est celle de François de Bruny, baron de la Tour-d'Aigues. Son fils, Jean-Baptiste Jérôme de Bruny, président à mortier du parlement d'Aix, tint dans cet hôtel, un train de maison princier. Une de ses filles, Pauline de Bruny, épouse le marquis de Caumont en 1795.
On dit alors que le marquis avait pris à la Provence « sa plus belle fille, son plus bel hôtel, son plus beau château, et sa plus grosse fortune ».
Cet hôtel de Réauville, devenu de la Tour-d'Aigues, puis Conservatoire Darius Milhaud, est un des plus somptueux du XVIIIe siècle aixois. Il a une superficie  totale de 2 500 mètres carrés.
L'hôtel, y compris sa cour, son portail à carrosses, le jardin, les communs et les murs de clôture sont classés au titre des monuments historiques par arrêté du 16 février 1990.

## Aujourd'hui
La ville d'Aix-en-Provence acquiert le bâtiment en 1964. De 1970 jusqu'à sa vente, il abrita le Conservatoire de musique d'Aix-en-Provence sans doute « le plus beau conservatoire de France, inauguré à la rentrée de septembre 1970 par le directeur de la musique Marcel Landowski. C'est le 23 octobre 1972 qu'on donna au bâtiment le nom de “Conservatoire Darius Milhaud”  cet illustre compositeur aixois était présent quand on dévoila la plaque. C'était en somme une inauguration définitive, comme le rapporte Pierre Villette qui en était alors le directeur ».
En mars 2010, la municipalité d'Aix-en-Provence annonce son intention de vendre l'hôtel pour douze millions d'euros, ce qui provoque l'inquiétude d'associations de défense du patrimoine aixois.
C'est finalement Culturespaces, filiale du groupe Suez, qui en fait l'acquisition en 2013 pour un montant de dix millions d'euros, avec l'intention de consacrer le bâtiment à des expositions temporaires consacrées à la peinture et au piano.
Dès septembre 2013, Culturespaces va mener une restauration exemplaire à laquelle elle consacre un budget de 12,6 millions d'euros, sous la houlette de Mireille Pellen, Architecte du Patrimoine. Ces travaux concernent aussi bien l'hôtel particulier lui-même que les communs, les cours et les jardins,.
L'inauguration du nouveau lieu, baptisé « Caumont Centre d'Art », s'est faite le 6 mai 2015. À cette occasion, une journée portes ouvertes avait été organisée jusqu'à minuit. Le monument contient désormais un lieu d'exposition temporaire, un « musée reconstitué » (décoration et ambiance d'époque), un jardin à la française, ainsi qu'un élégant salon de thé proposant également de la restauration.
Depuis, Culturespaces y a produit plusieurs expositions consacrée à Marilyn Monroe, Fernando Botero, Nicolas de Staël ou encore Marc Chagall.

## Architecture

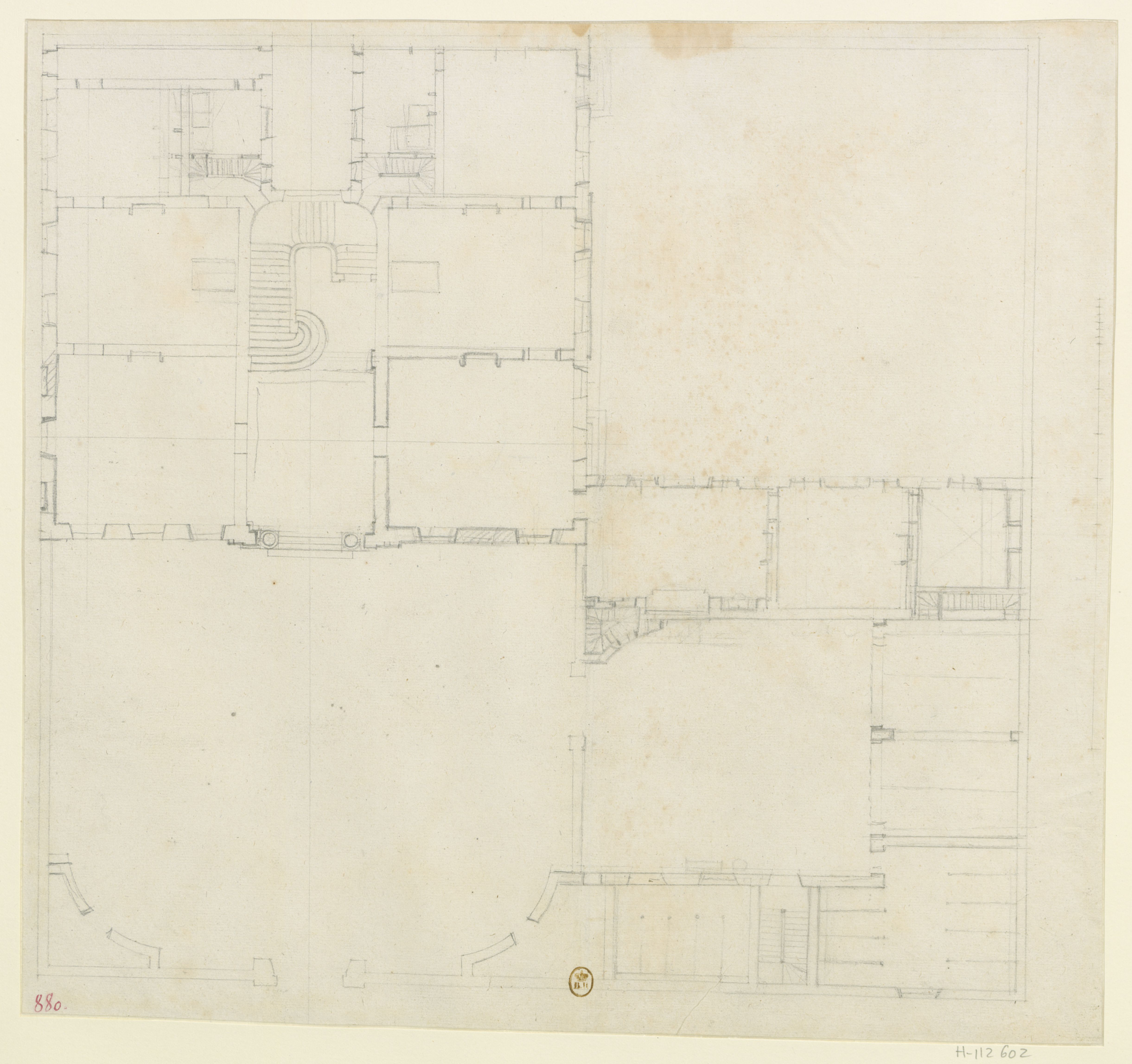
Plan de l'hôtel de Réauville-Caumont en 1715

### Extérieur
On pénètre dans la cour d'honneur de l'hôtel de Réauville en franchissant un porche en pierre sculptée, avec un mascaron au visage d'homme à gauche, et celui d'une femme à droite. La grille d'entrée est en fer forgé.
Sa façade offre une composition classique harmonieuse et bien équilibrée, C'est une construction en pierre de taille dite aussi « pierre mousse » ou molasse des Carrières de Bibémus, molasse de Calissanne, pierre en calcaire froid, maçonnée et crépie.
L'édifice comporte trois niveaux qui s'élèvent sur un sous-sol. On accède au rez-de-chaussée par un escalier de trois marches dans un avant-corps encadré de refends en saillie. La porte d'entrée légèrement cintrée, est surmontée d'une clef ornée d'un masque de faune, dû au sculpteur Adrien Dhuez et encadrée de quatre pilastres doriques soutenant une frise composée de métopes, aux motifs allégoriques des faits d'armes des Réauville, sculptée dès 1717 par Jean-Baptiste Rambot (Aix 1662–?), ainsi que des roses et des gouttes du balcon central.
L'entablement à modillons, qui supporte le balcon du premier étage est orné d'une belle grille à rinceaux et volutes en fer forgé, dans laquelle la famille de Bruny fit insérer en 1758 un cerf courant, emblème de leur Maison. La fenêtre centrale est encadrée de chaque côté par deux pilastres d'ordre ionique que surmonte un fronton curviligne.
L'étage supérieur comporte un fronton triangulaire sur toute la largeur de l'avant-corps, qui s'appuie sur des pilastres aux chapiteaux ornés de feuilles d'eau de chaque côté d'une petite fenêtre, ainsi que sur le chaînage de refend à ses extrémités.
De chaque côté de l'avant-corps, et sur chacun des étages, s'ouvrent trois fenêtres hautes, ornées d'une grille en fer forgé sur le premier et le second étages.
La toiture à longs pans, avec un toit polygonal en partie centrale, est recouverte en tuile creuse.

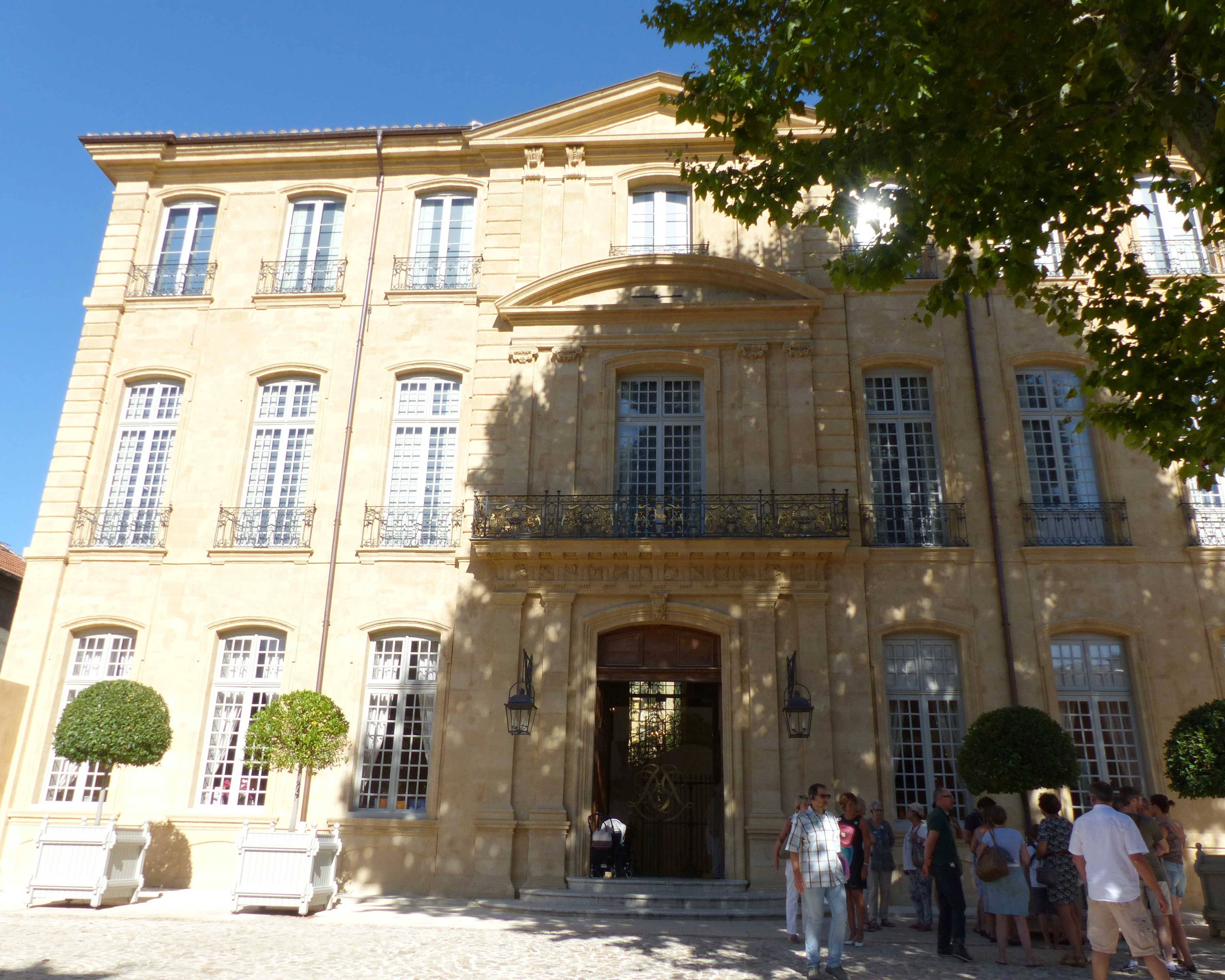
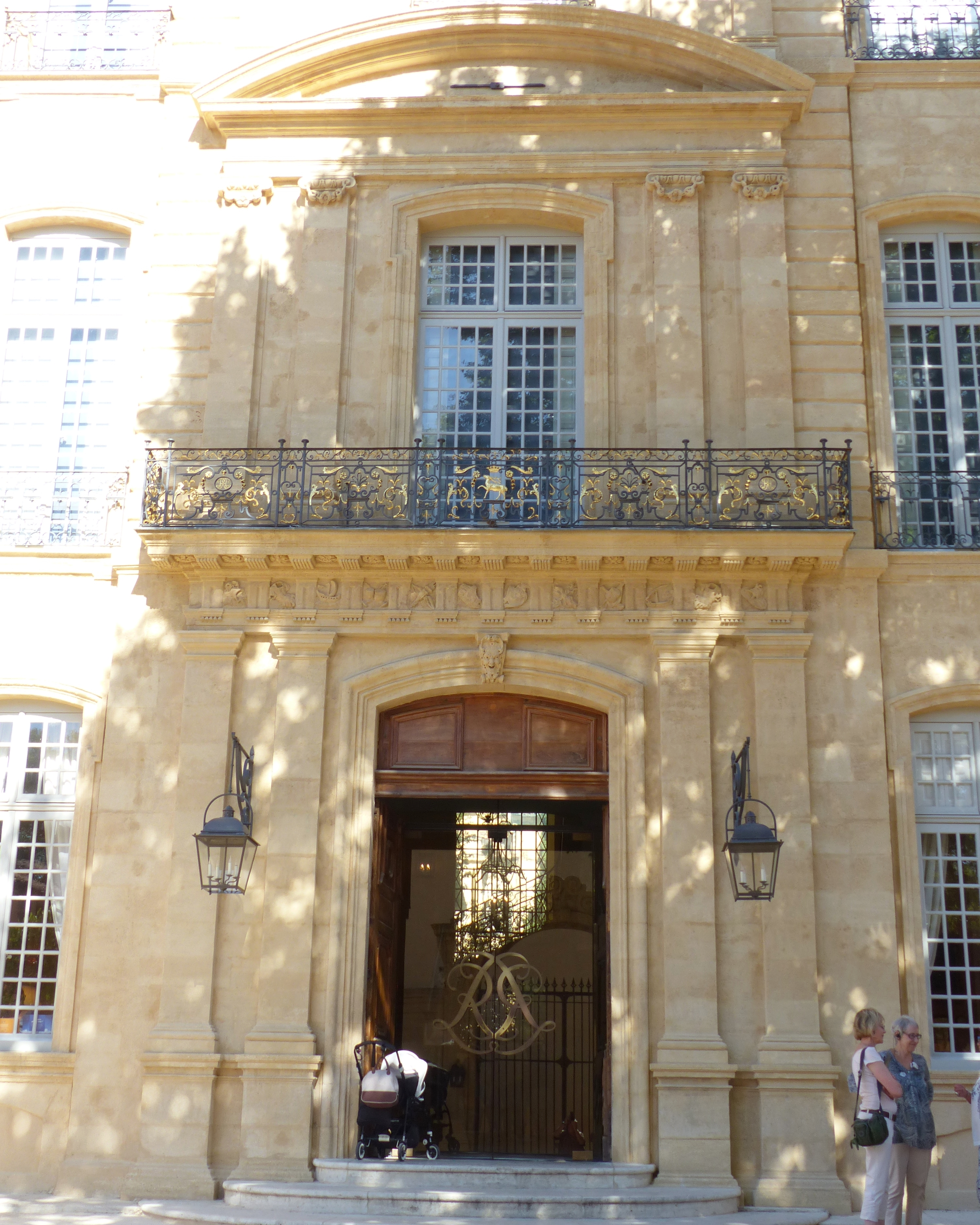
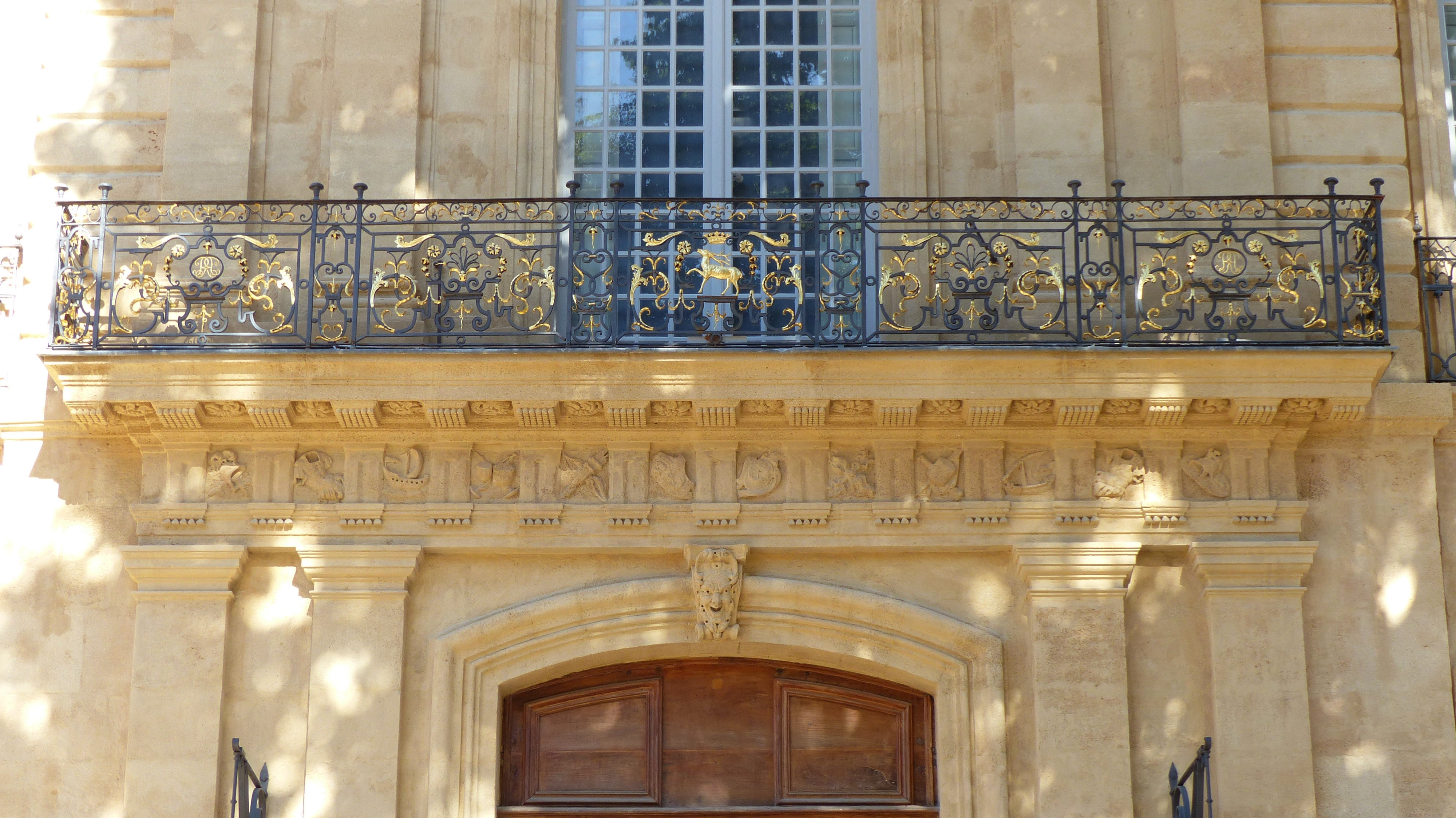
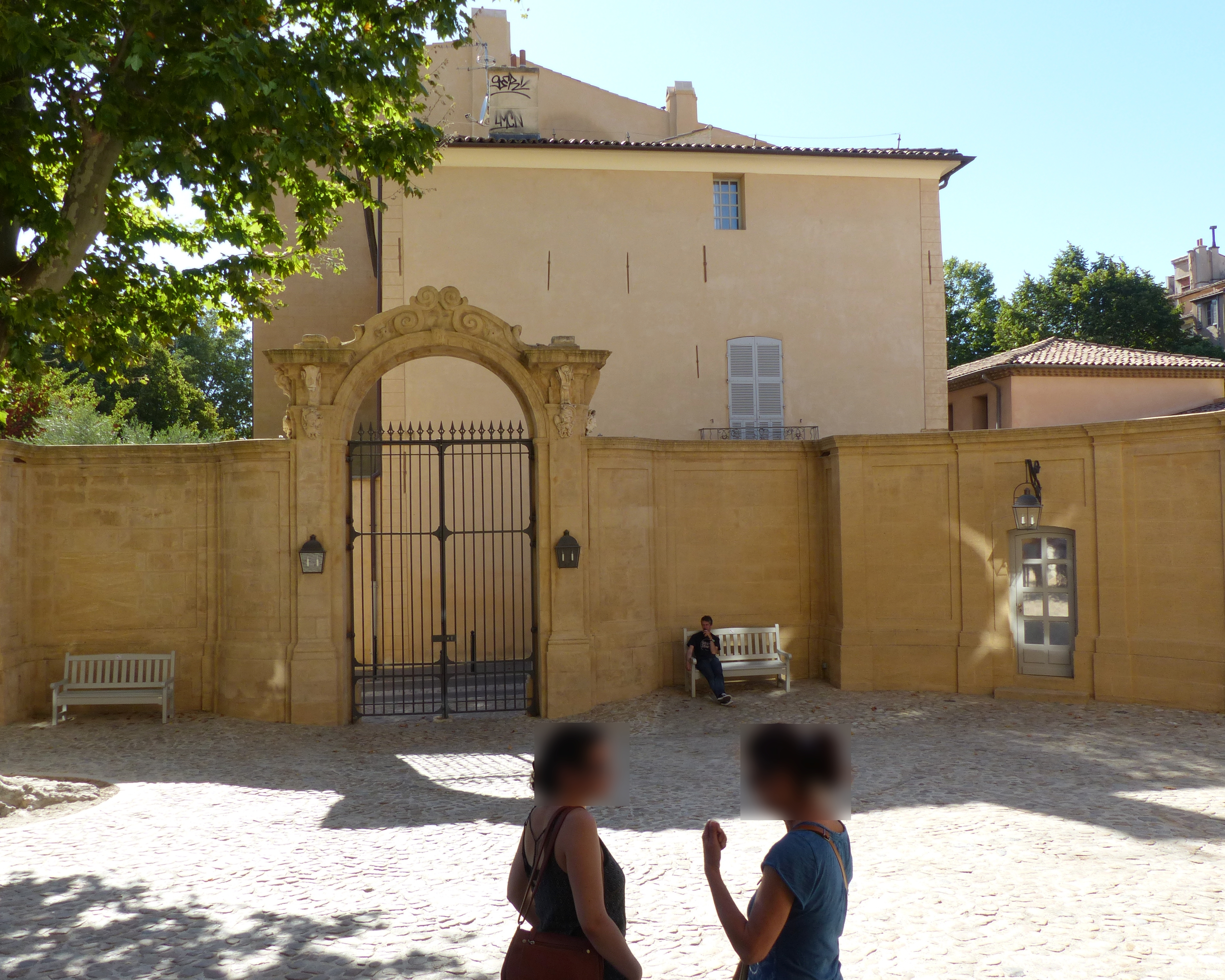
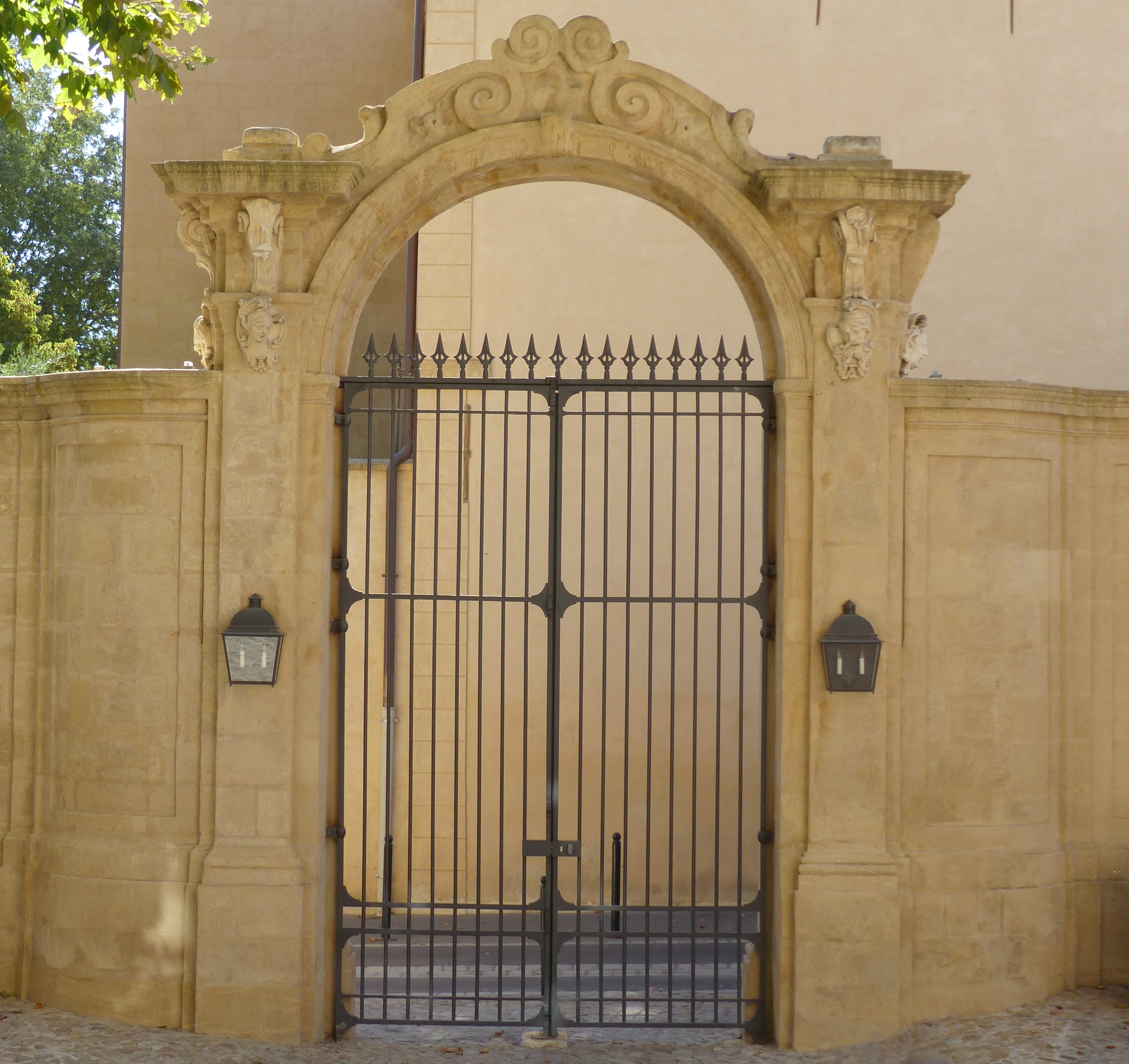

### Intérieur
L'aménagement intérieur correspond à la tradition des demeures du XVIIIe siècle.

#### Le sous-sol
Il est constitué d'une cave voûtée en berceau.

#### Le rez-de-chaussée

##### Le hall d'entrée
Son sol est composé d'un dallage en carreaux carrés alternés, de marbre blanc et marbre noir, il dessert plusieurs pièces. Sur son côté gauche il est flanqué d'un escalier avec une rampe en fer forgé réalisé par le serrurier Raynaud en 1722, avec des volutes et des entrelacs où sont insérés des médaillons ovales ornés de la lettre « R ». La cage de l'escalier est encadrée de deux atlantes qui soutiennent la poutre maîtresse du premier palier. Leurs regards sont inversés, le premier qui a les traits marqués par le temps, regarde vers l'escalier, l'autre plus jeune, regarde vers l'extérieur. Ces deux œuvres  sont de Honoré Gastaud et Esprit Routier. Elles sont séparées par un mascaron portant les armes des Bruny.
Dans un angle se trouve une fontaine typique des hôtels particuliers aixois, composée d'une vasque en marbre, surmontée d'un vase décoratif. Les Réauville firent installer des canalisations permettant de recevoir l'eau courante dans leur demeure en 1743.

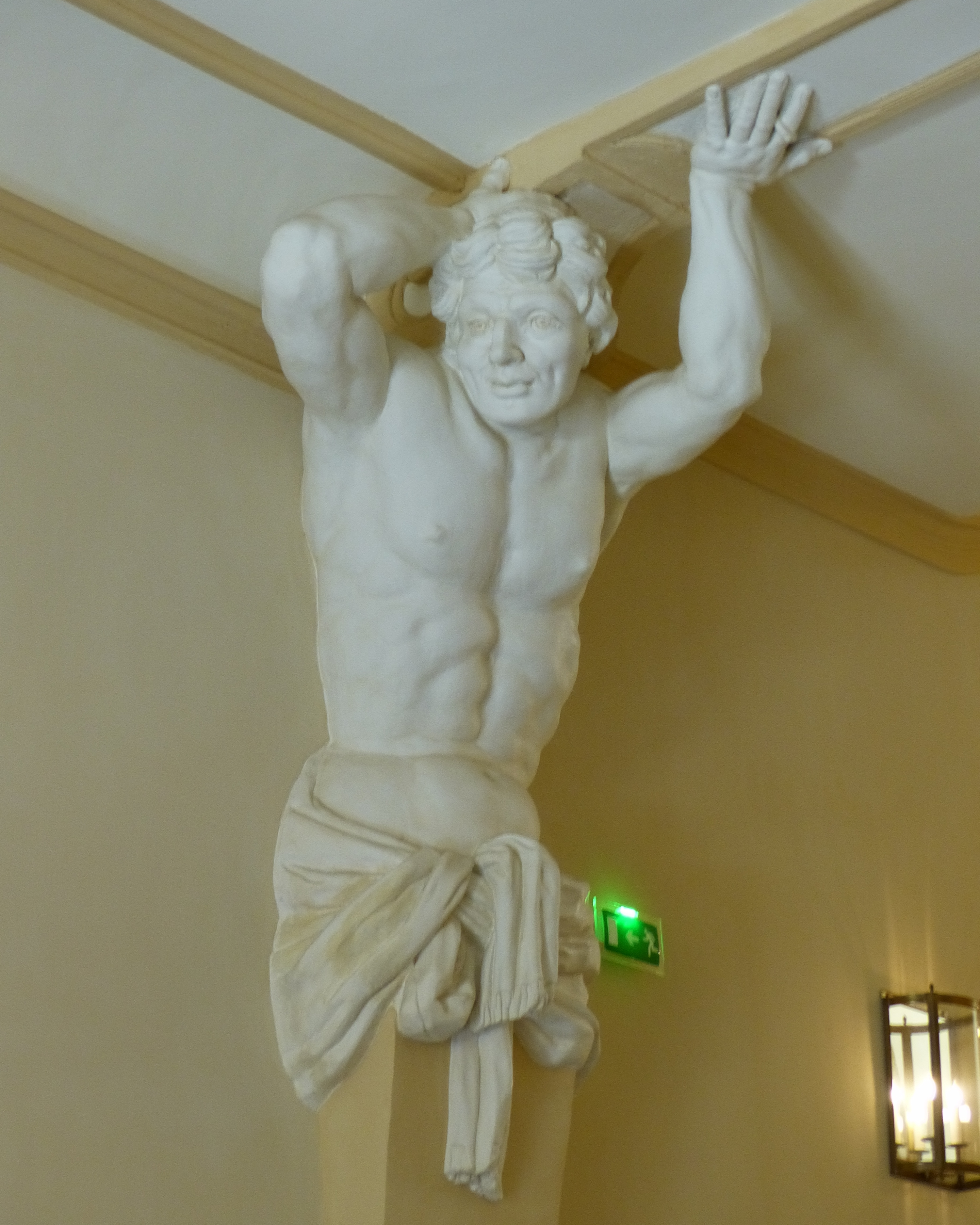
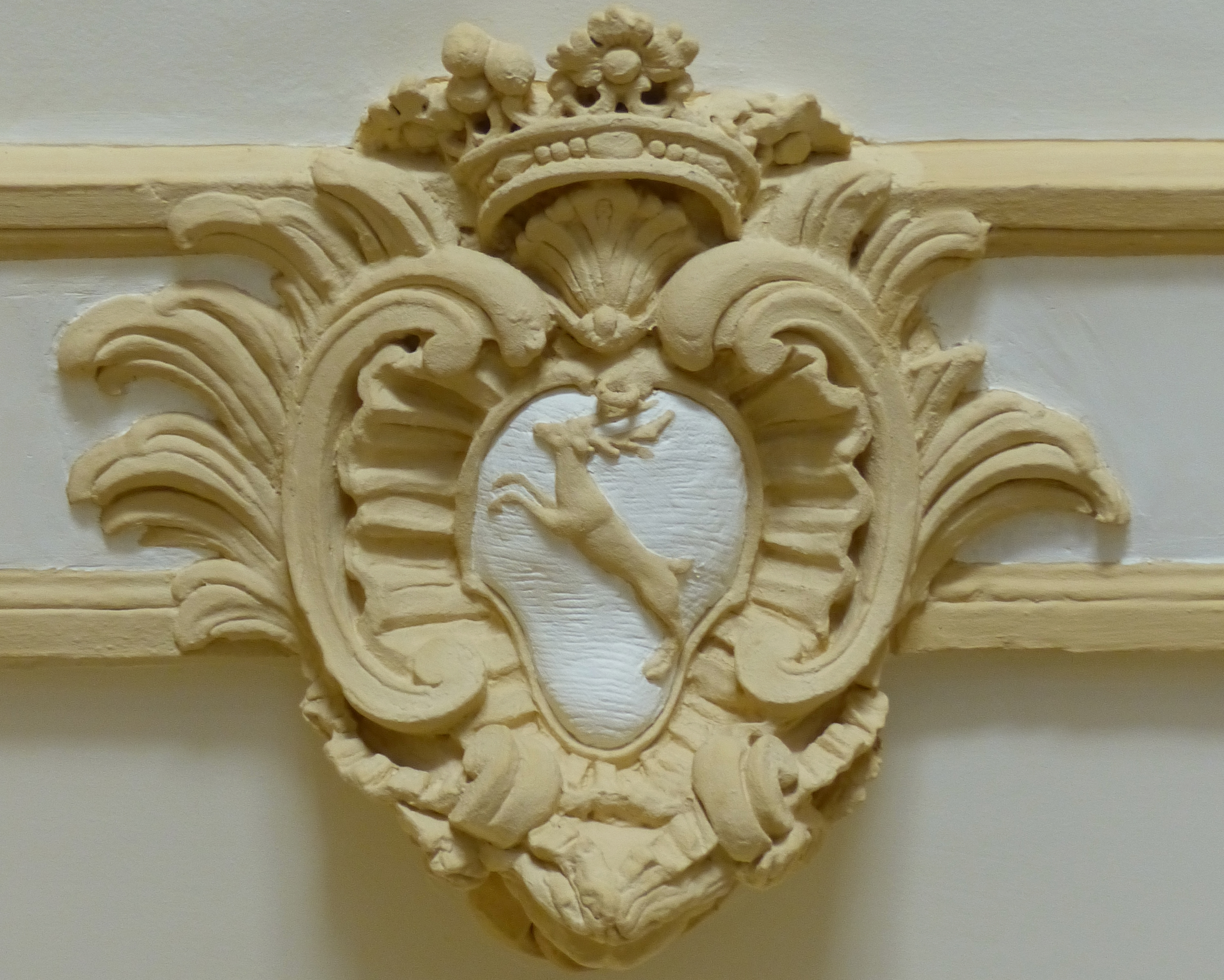
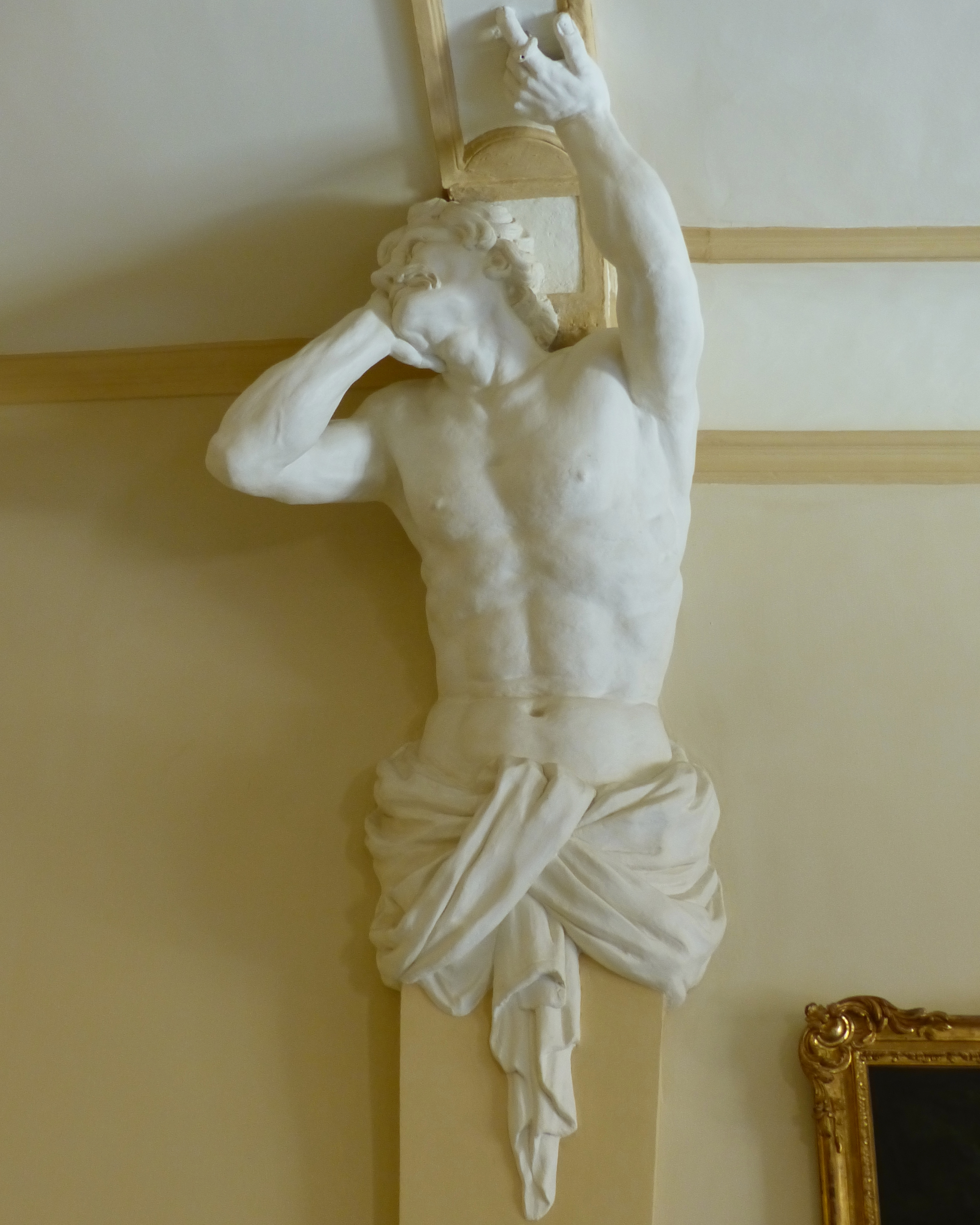
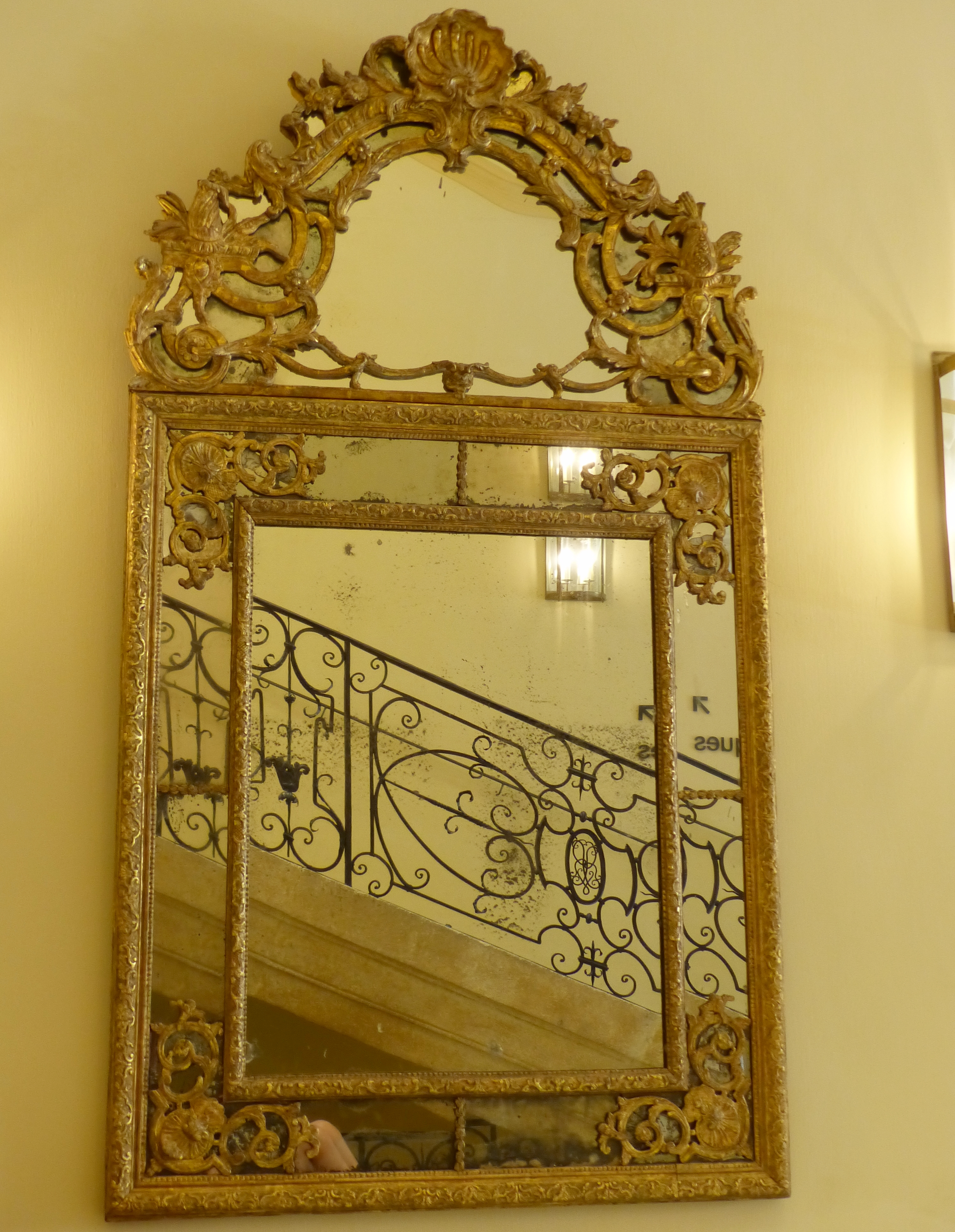
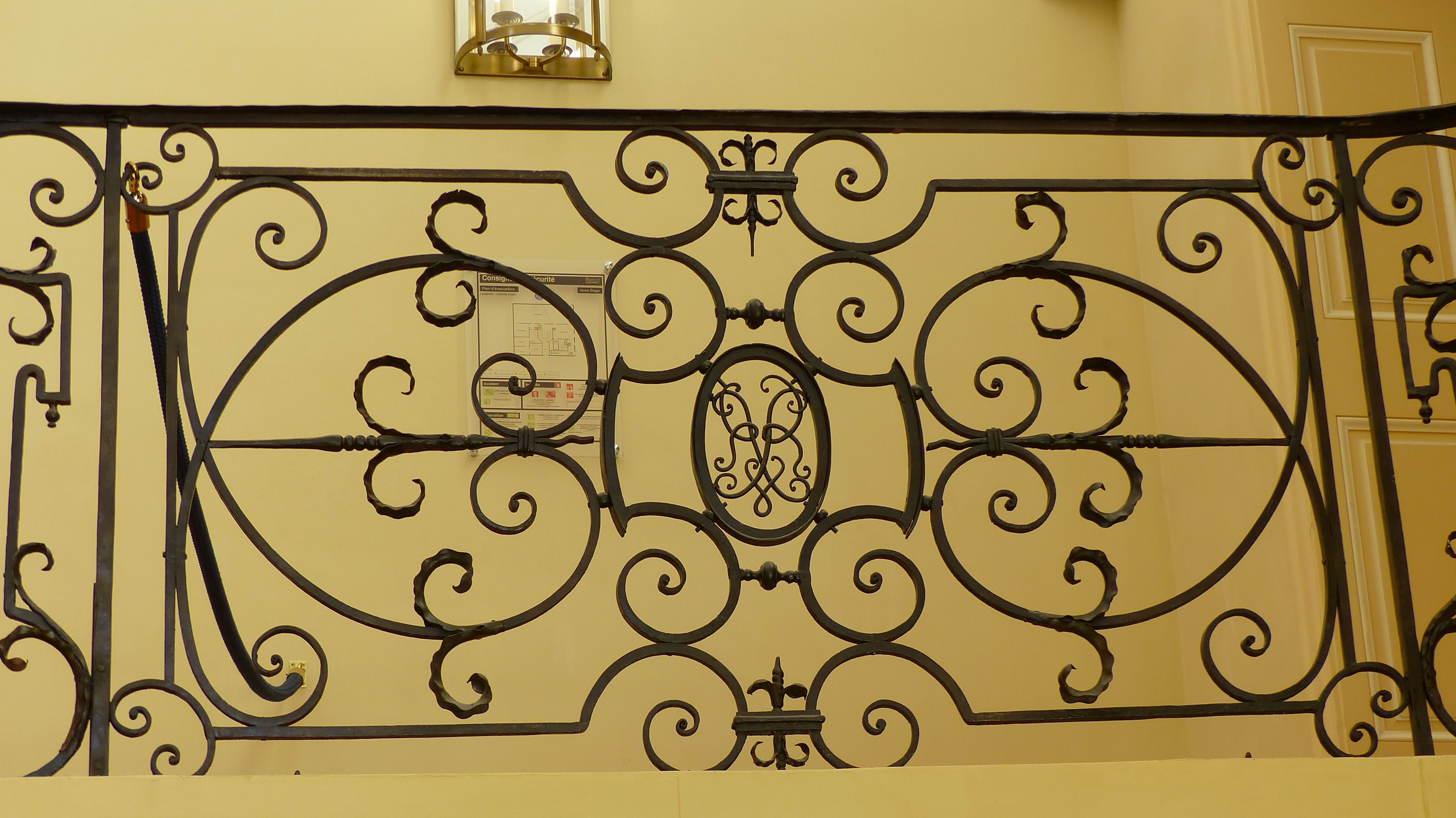
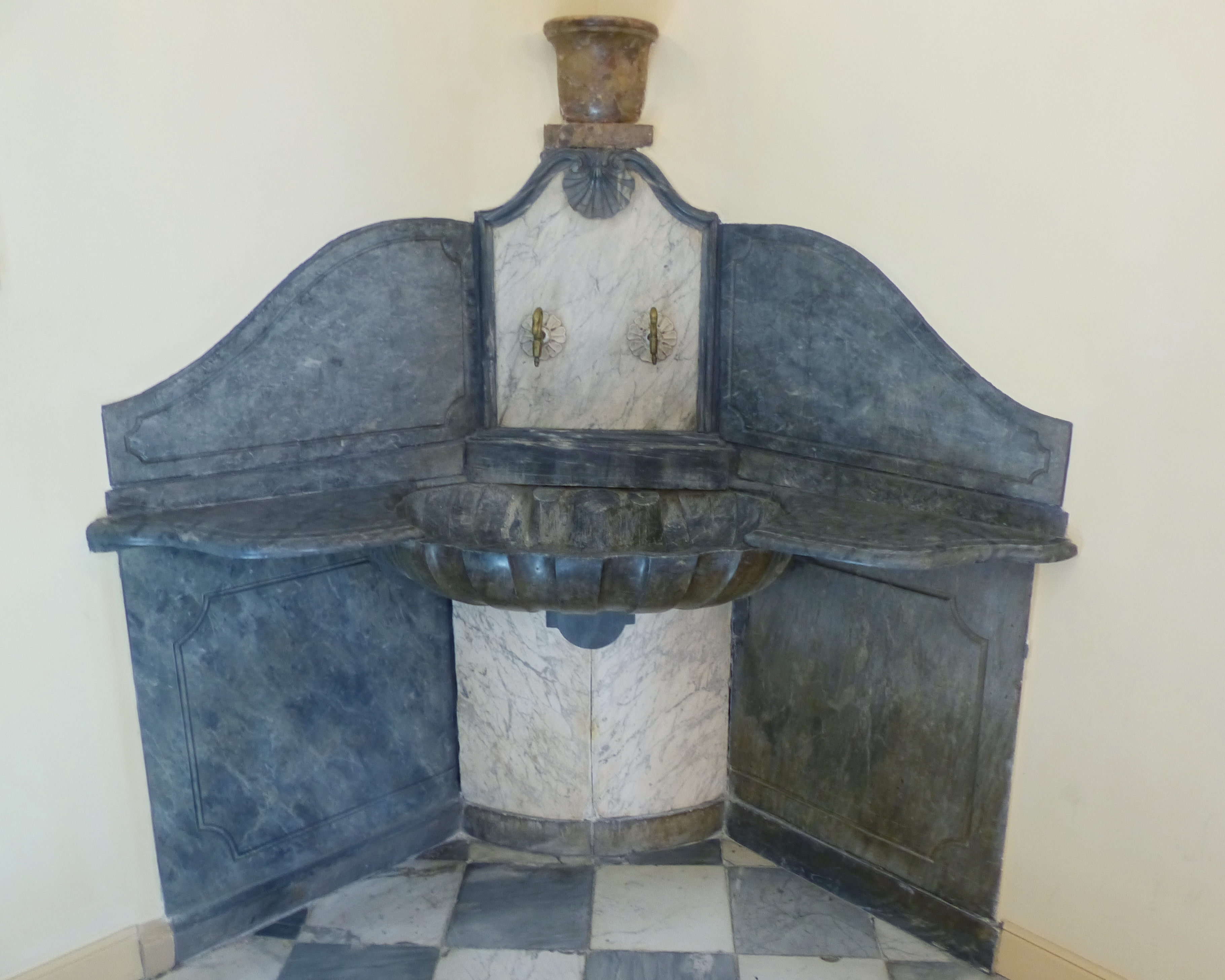

##### La librairie-boutique
Ces deux pièces en enfilade sont situées à gauche de l'escalier.

##### Le salon des putti
Première pièce en entrant à droite de l'escalier, il a conservé le charme et l'atmosphère des intérieurs anciens. Cette pièce est consacrée à Vénus, déesse de l'Amour. Elle est décorée de gypseries mettant en scène des personnages mythologiques. Elle conserve un mobilier du XVIIIe siècle avec un canapé rognon de style Louis XV, une table bouillotte en acajou et laiton, une console en demi-lune en bois sculpté, un grand miroir Régence, un portrait de jeune femme de l'entourage de Sebastiano Bombelli (vers 1720).

##### Le salon des Rinceaux
Pièce ornée de gypseries comme les autres, elle est dans un ton bleu clair. Les quatre vertus cardinales, les putti, les dragons, Tempérance, Prudence, Force et Justice y sont mis en scène. On y trouve une console galbée en chêne sculpté et ajouré avec son plateau de marbre brèche rouge du Languedoc, un tableau anonyme représentant Jupiter et Léda, un Pan et Syrinx du XVIIIe siècle, un Portrait de Marie-Antoinette lisant et un Portrait de la marquise de Pompadour, une paire d'appliques en bronze redoré de style Régence.

##### Le salon chinois et la grande galerie
Des décors en gypserie mettent en scène des putti et les dieux de l'Olympe, ainsi qu'une allégorie de l'Abondance. La grande galerie offre une belle vue du jardin. C'était le lieu ou le maître de maison accueillait ses invités avant de passer dans les jardins. Un Bouquet de fleurs sur un entablement (XVIIe siècle) est attribué à Pieter Hardimé.

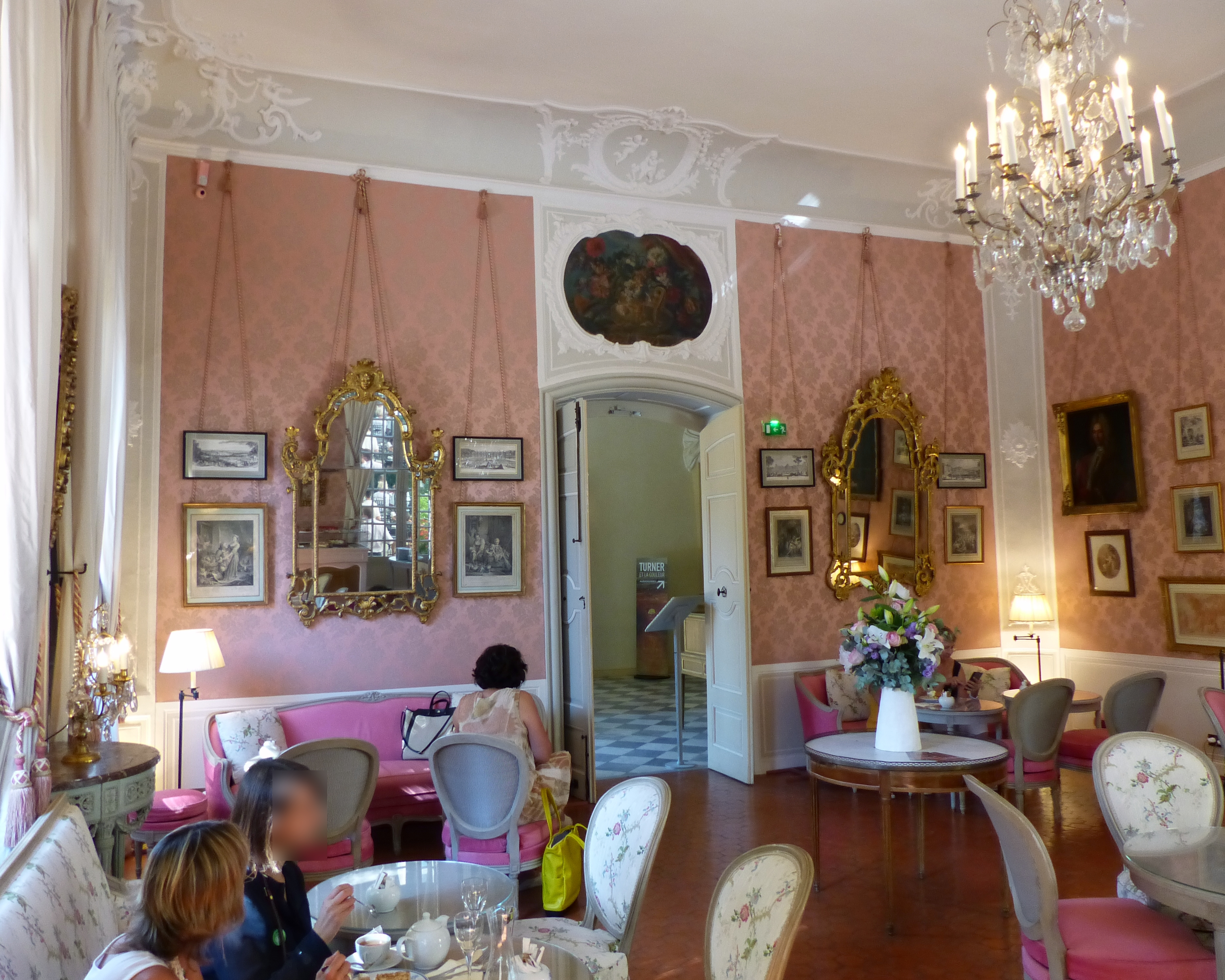
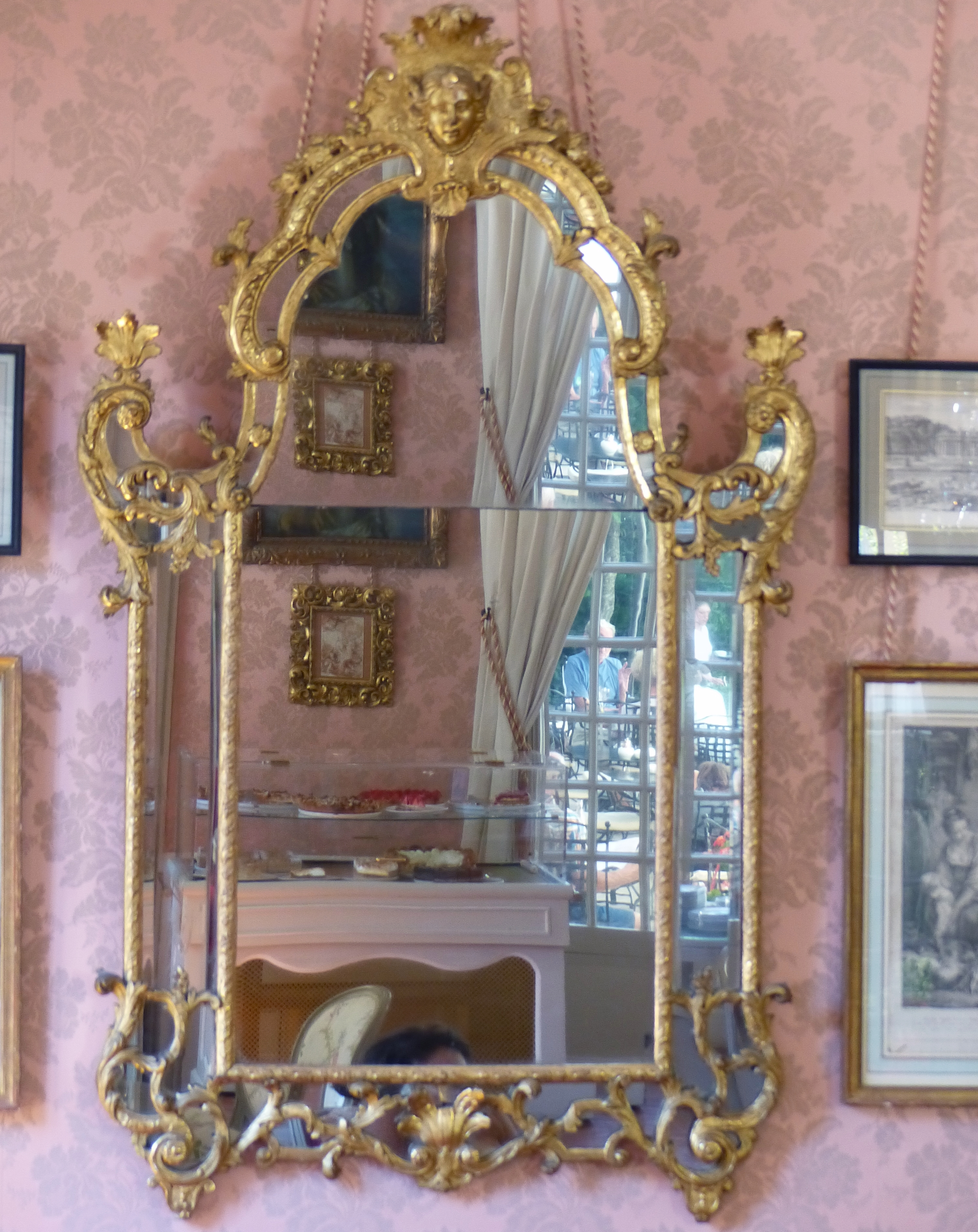
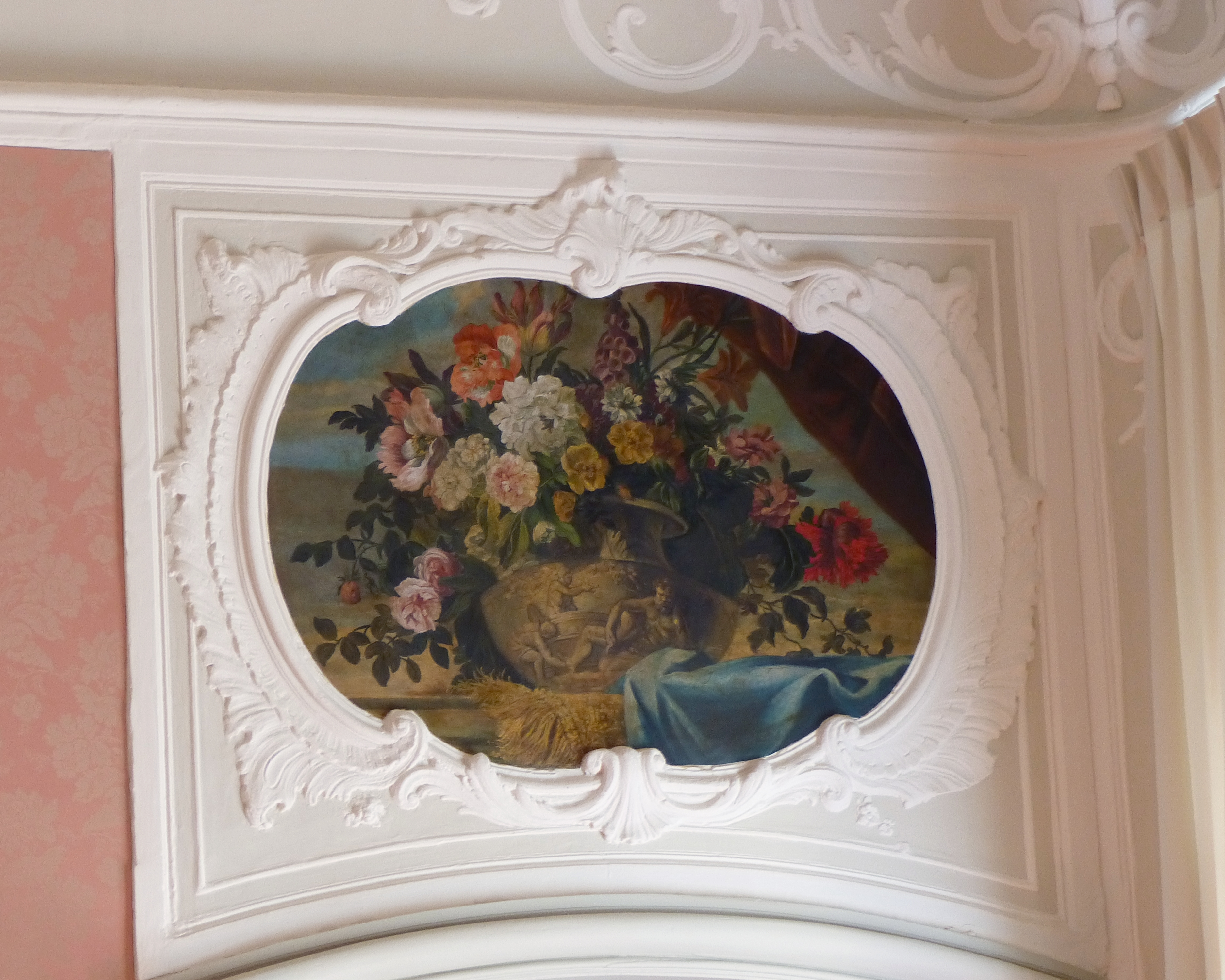
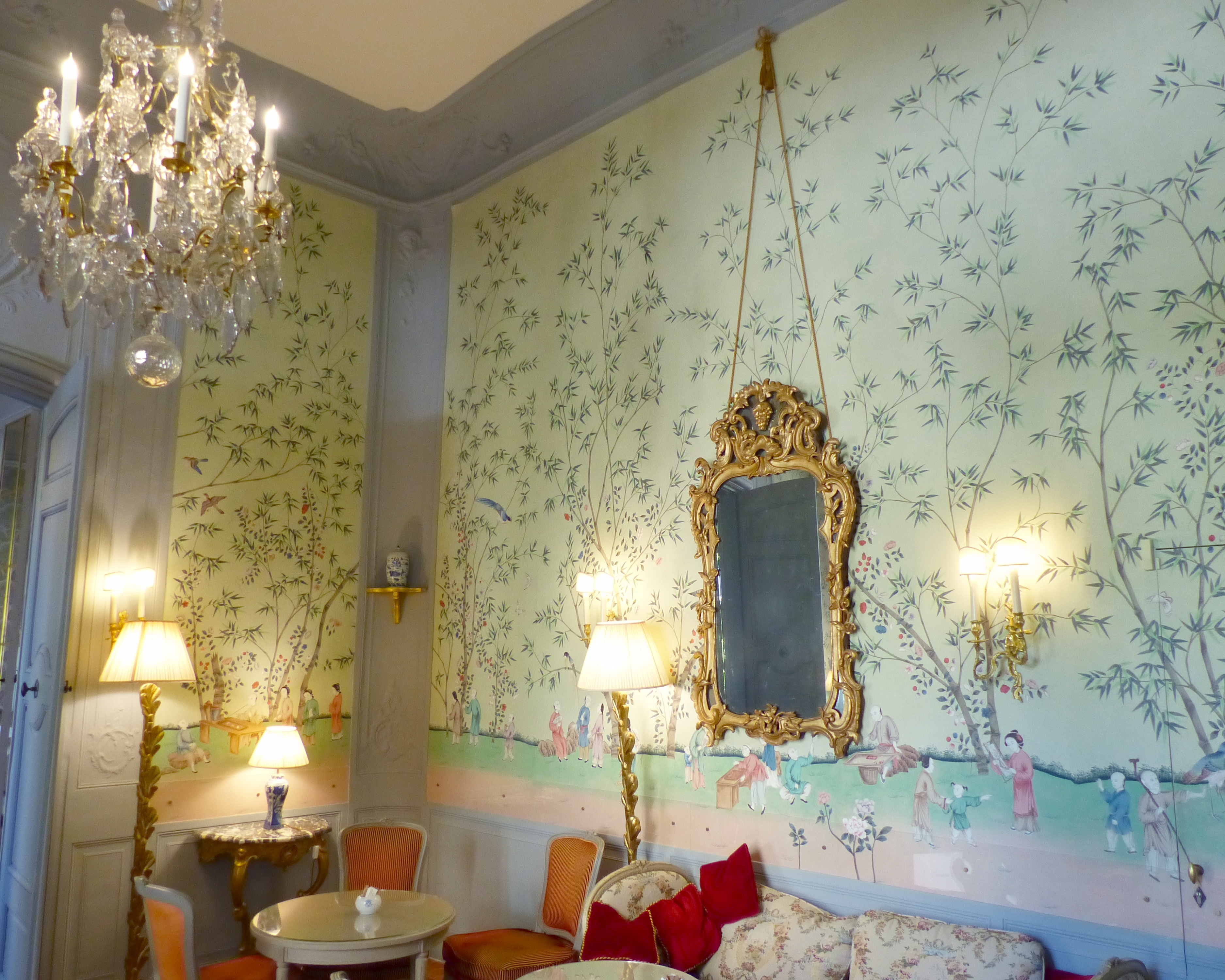
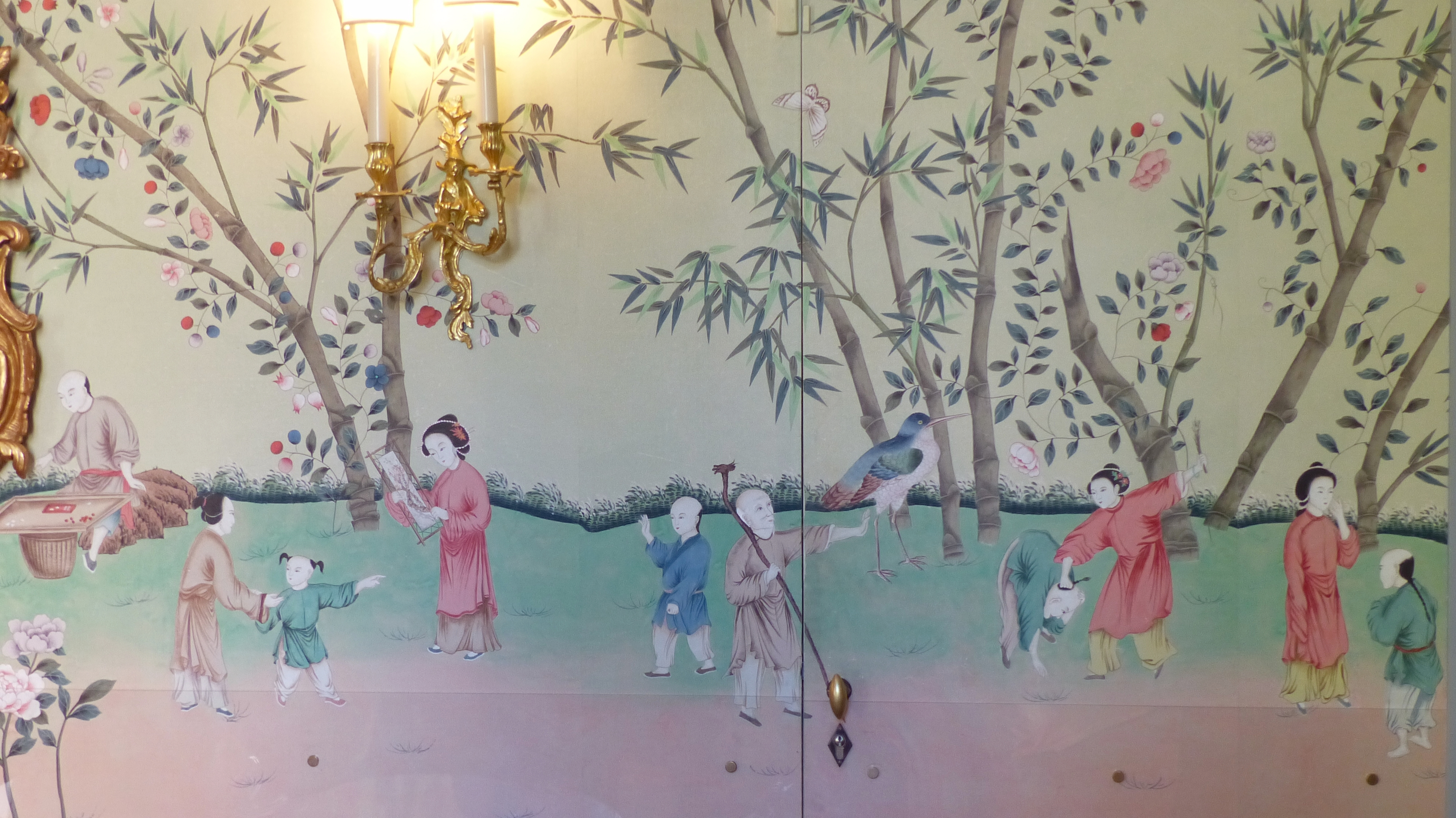
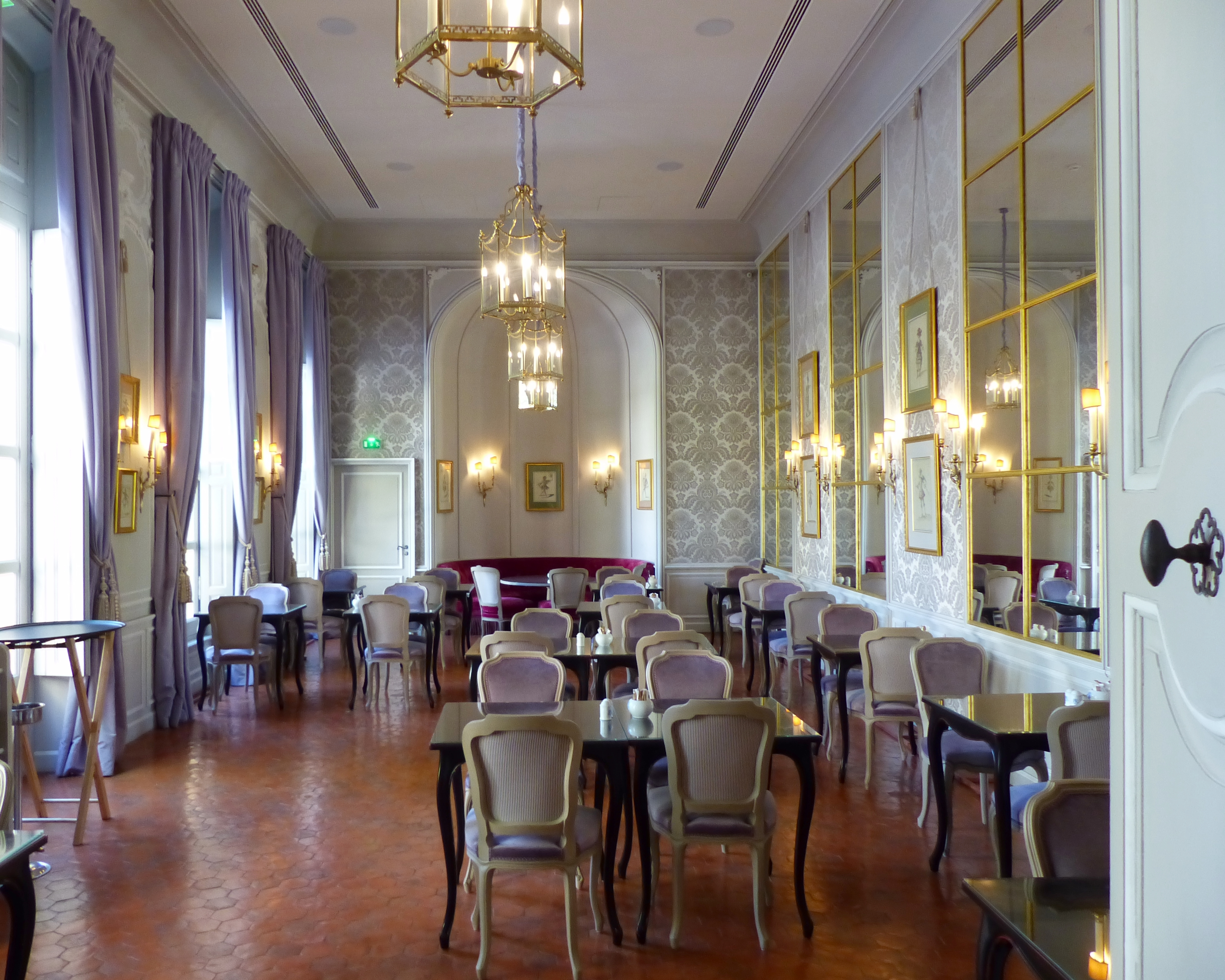

#### Le premier étage

##### Le salon de musique
Cette pièce est considérée comme étant la plus belle de la demeure, son riche décor de gypseries dorées , écrin de clavecin de style Louis XV, avec une table de jeu et un jeu de bingo du XVIIIe siècle, des fauteuils à motifs floraux, une harpe peinte, une paire d'appliques Louis XV en bronze doré, des représentations de putti et de scène mythologiques.

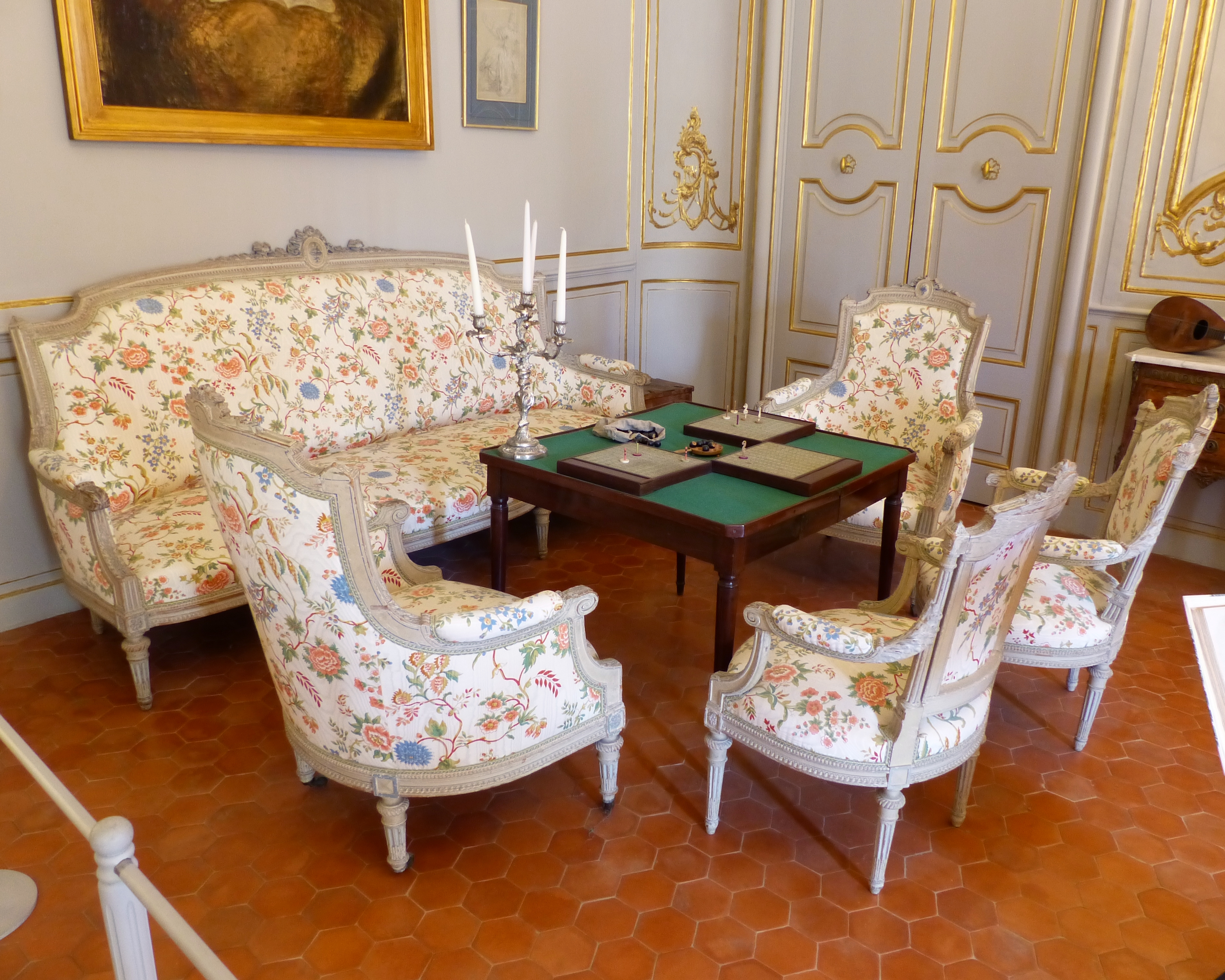
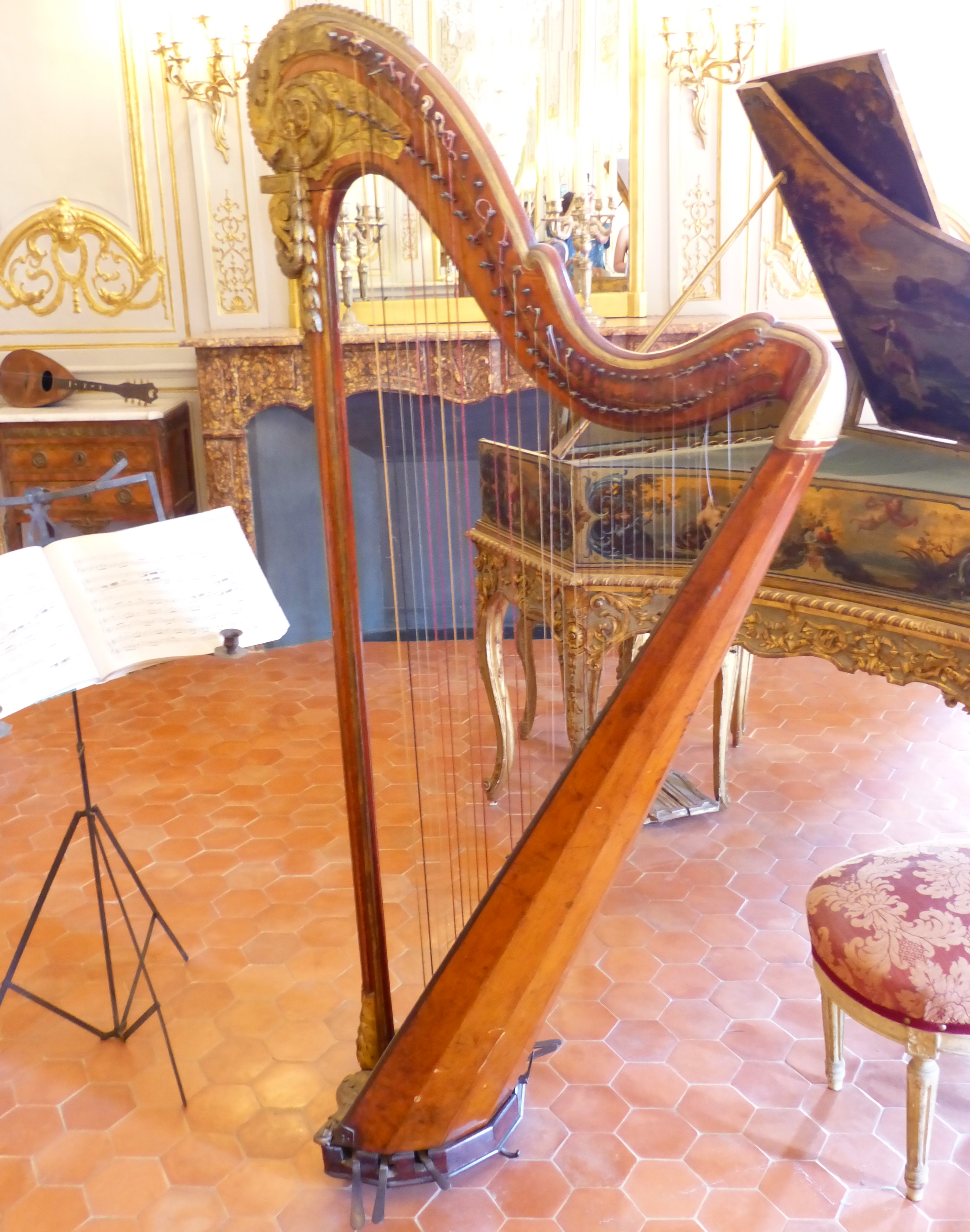
Harpe dite "à pédales"
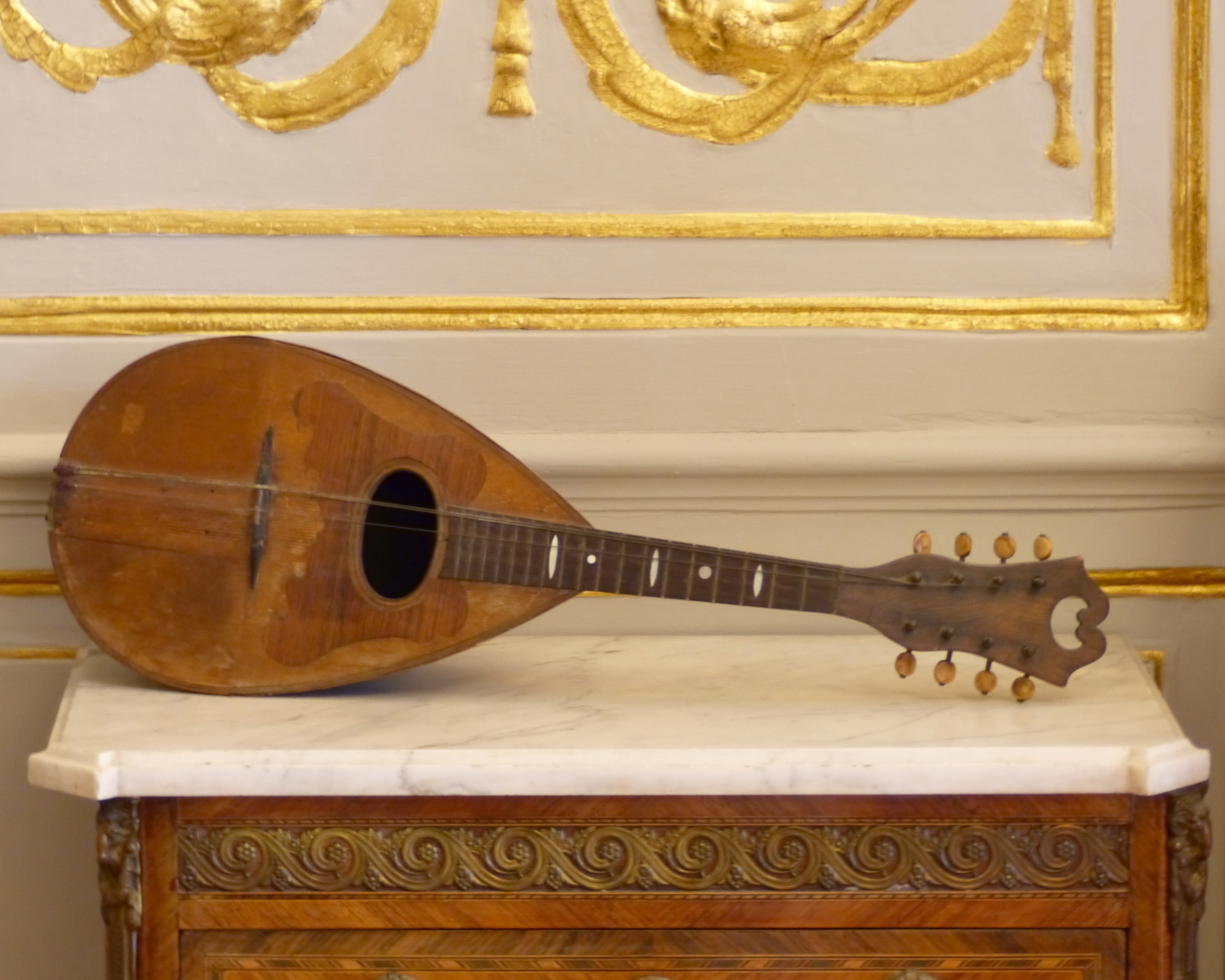
Mandoline napolitaine
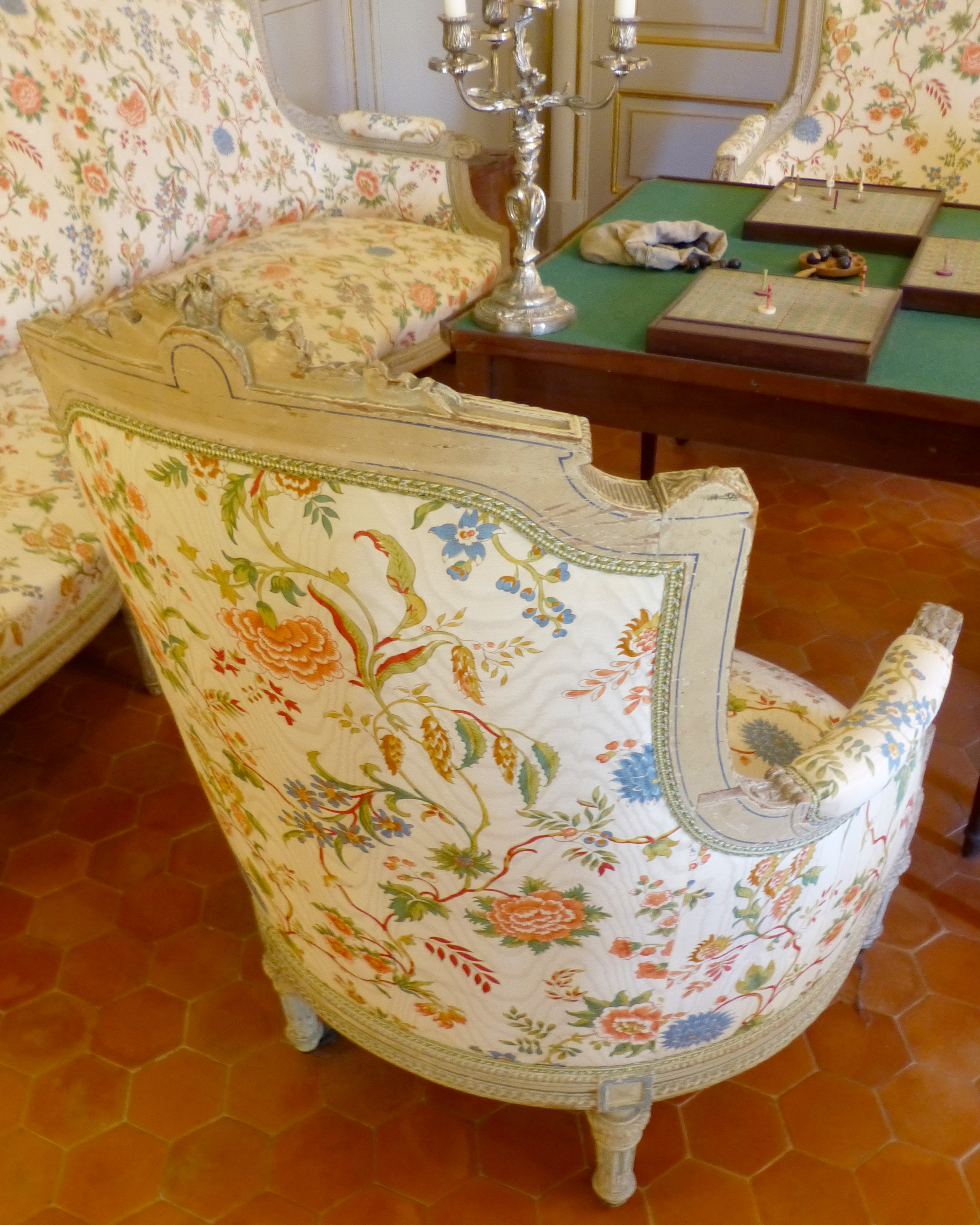
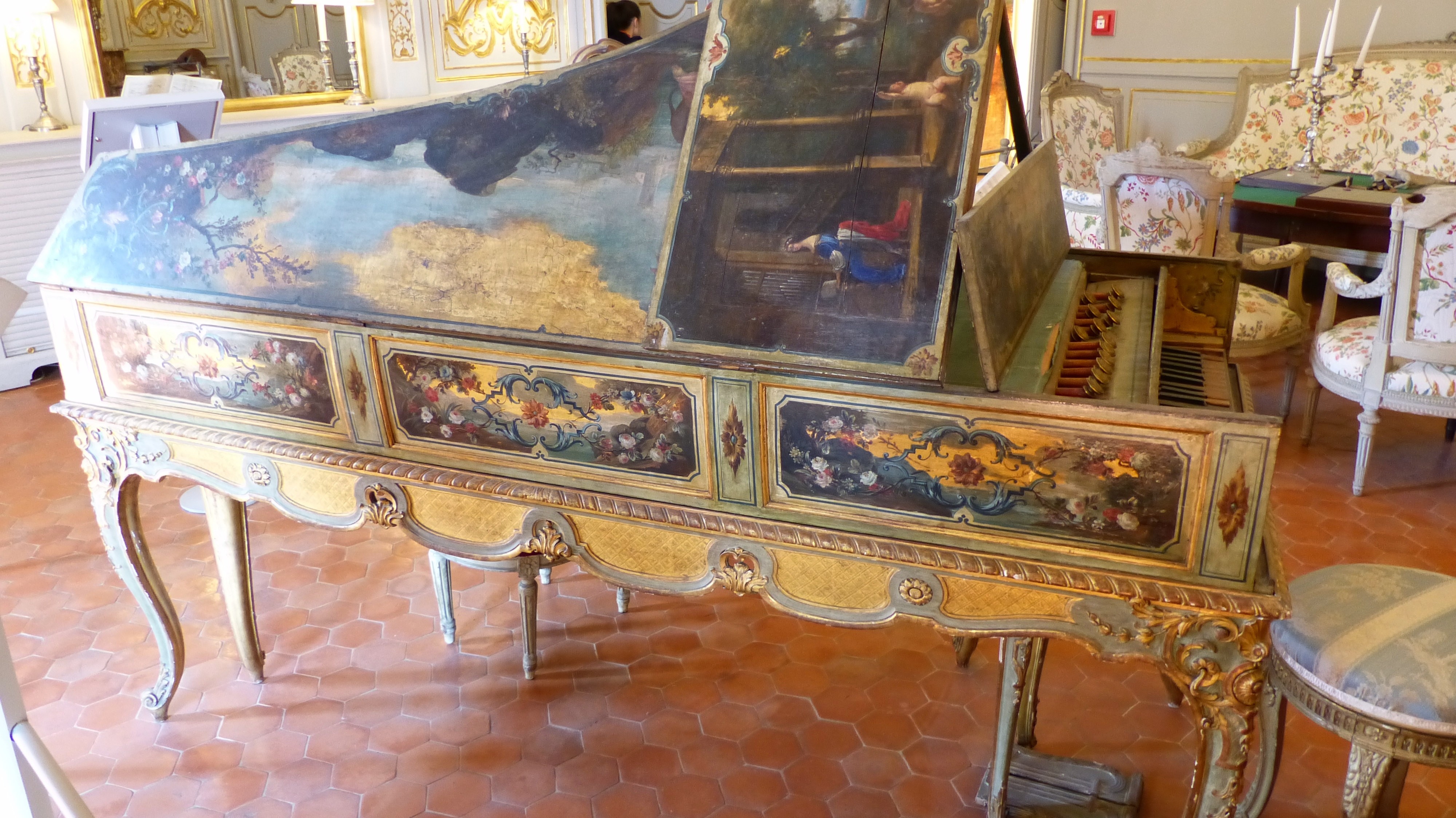

##### La chambre de Pauline

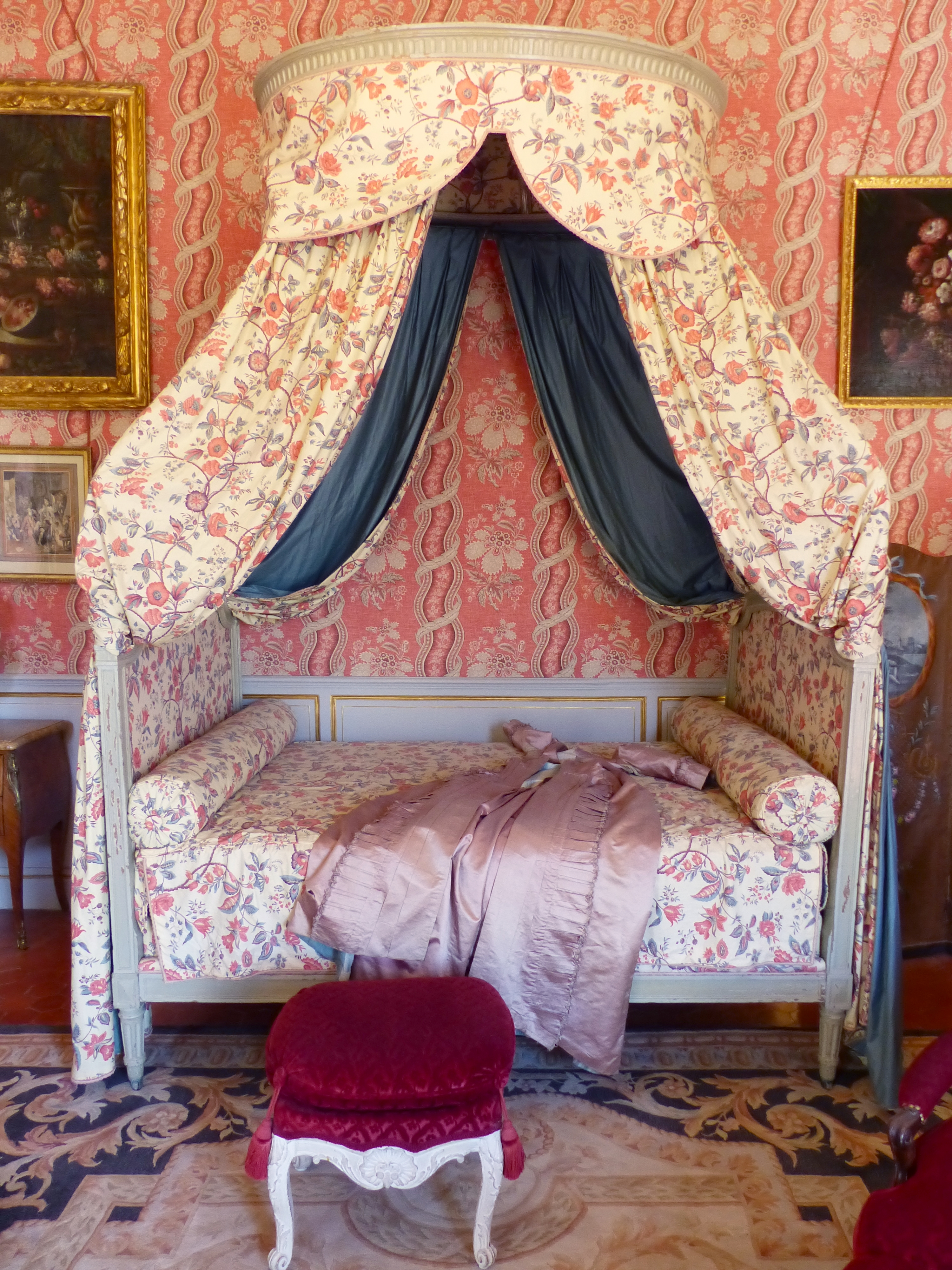
Lit "à la polonaise"
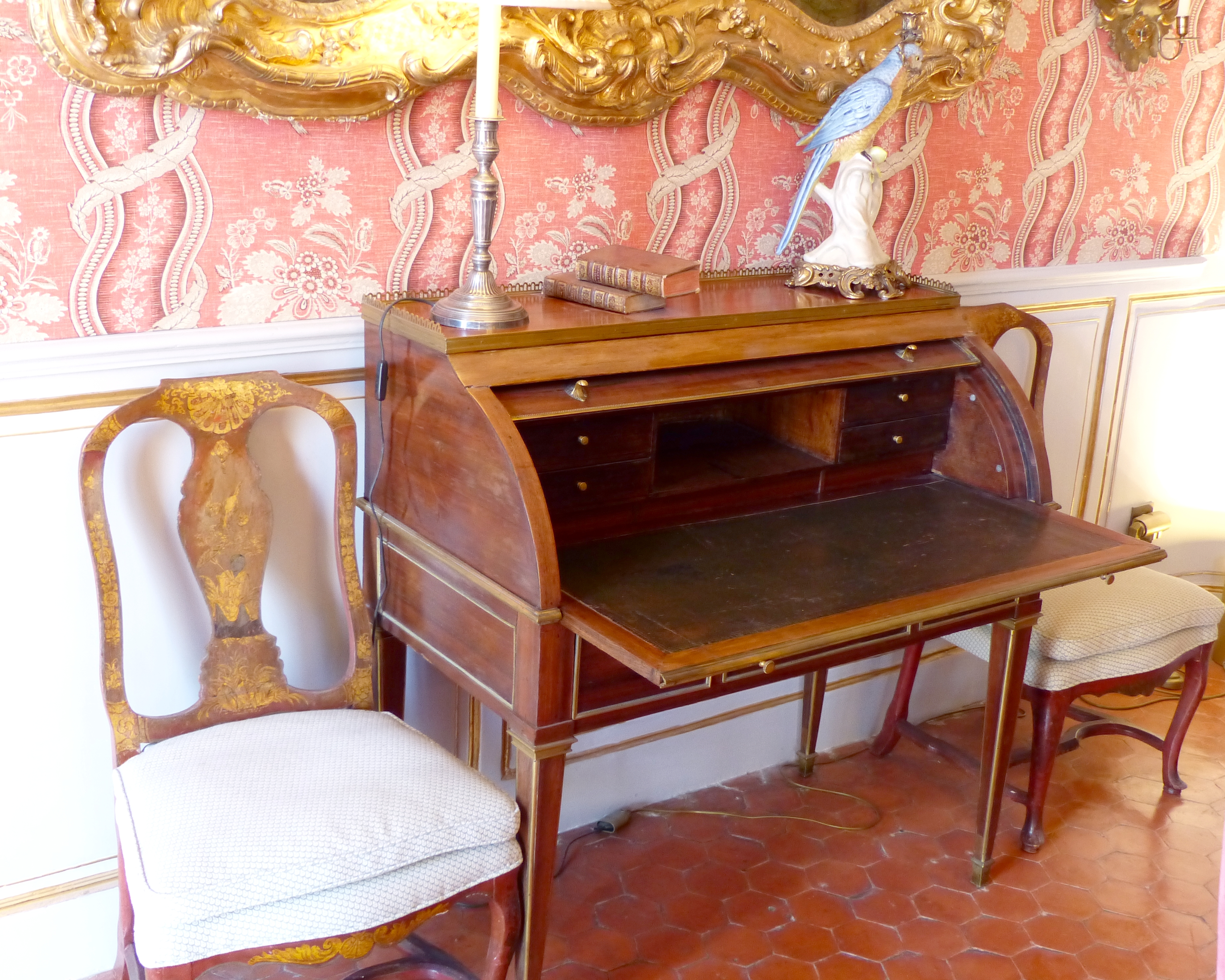
Bureau à cylindre
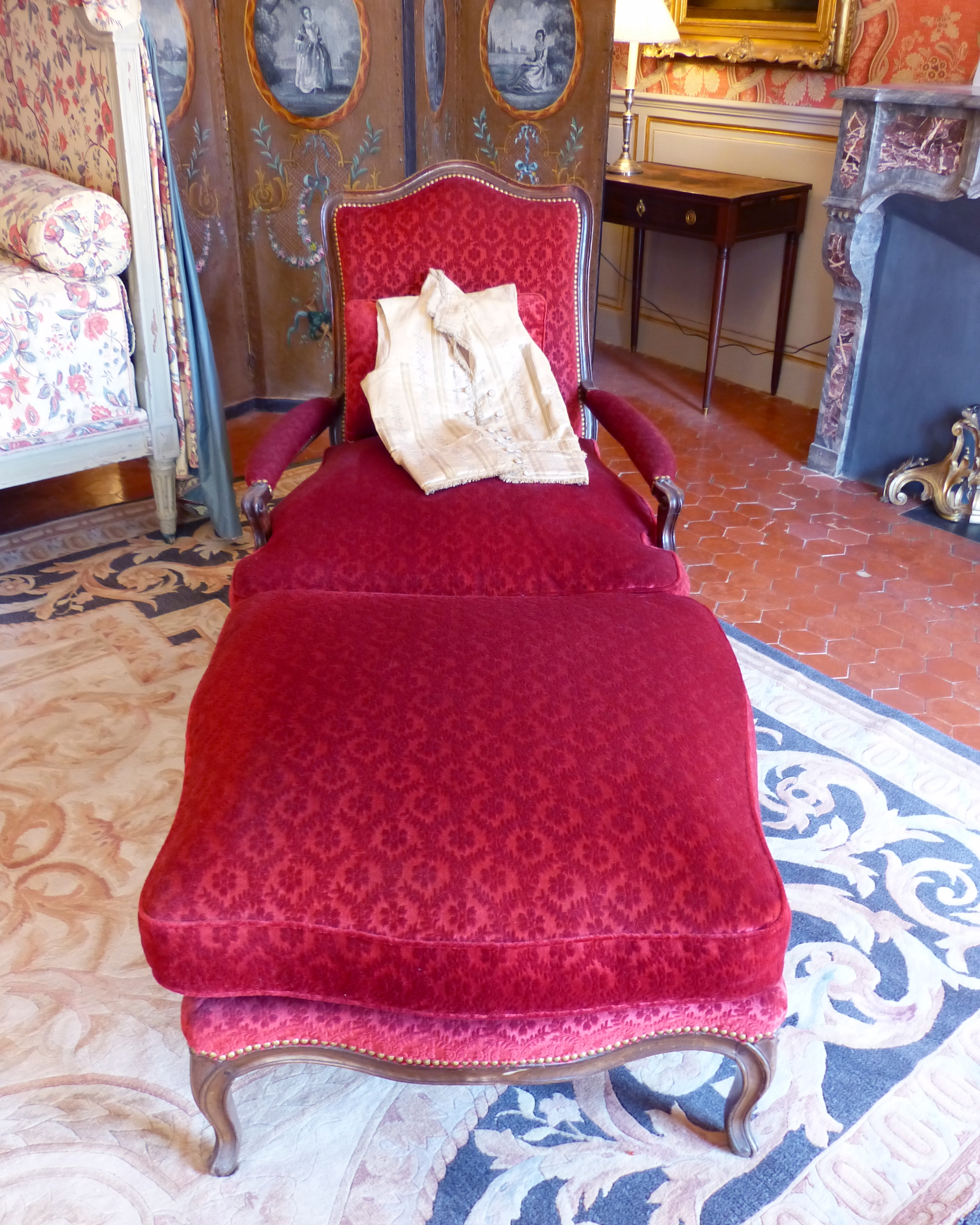
Duchesse brisée à 2 éléments
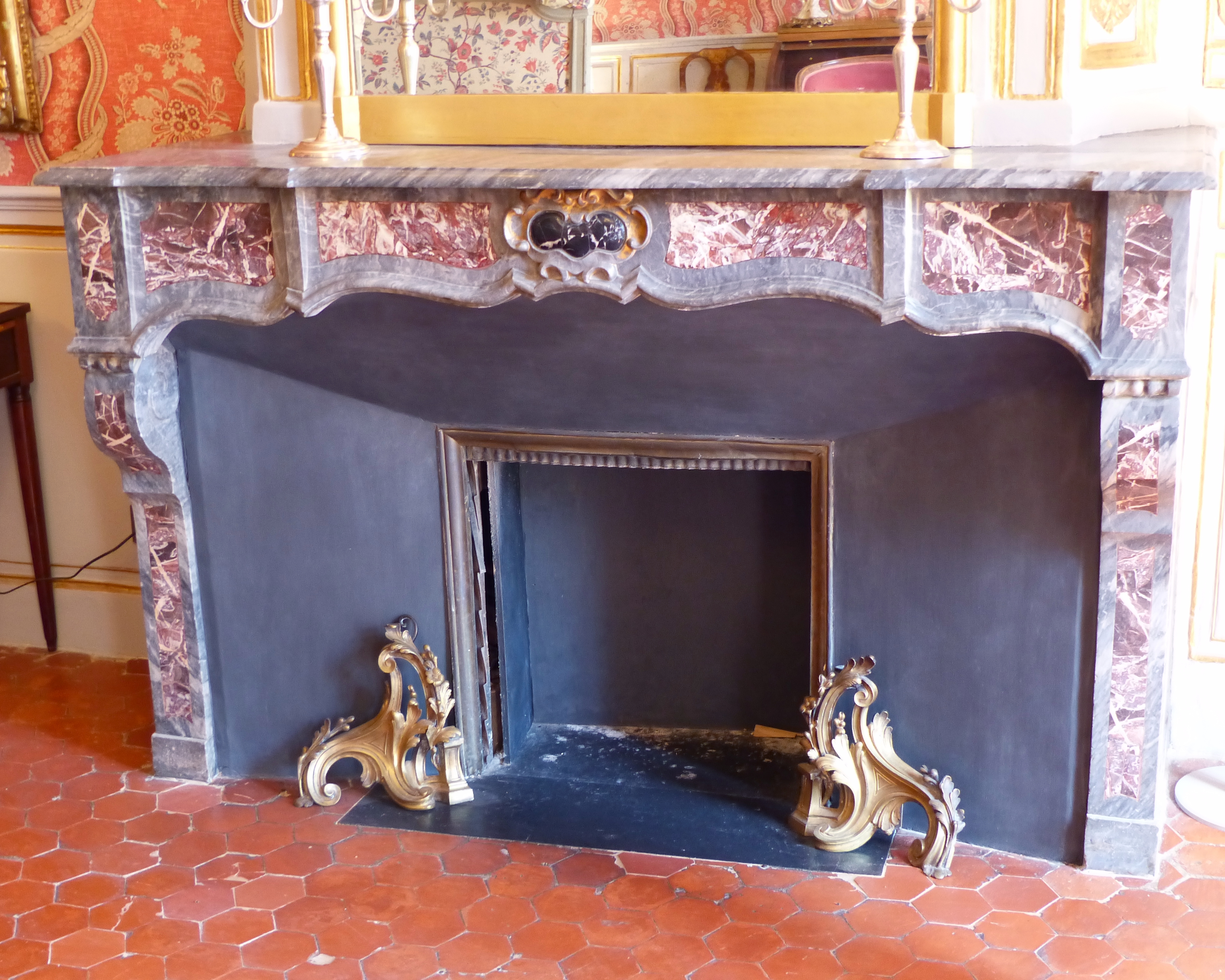
Cheminée en marbre
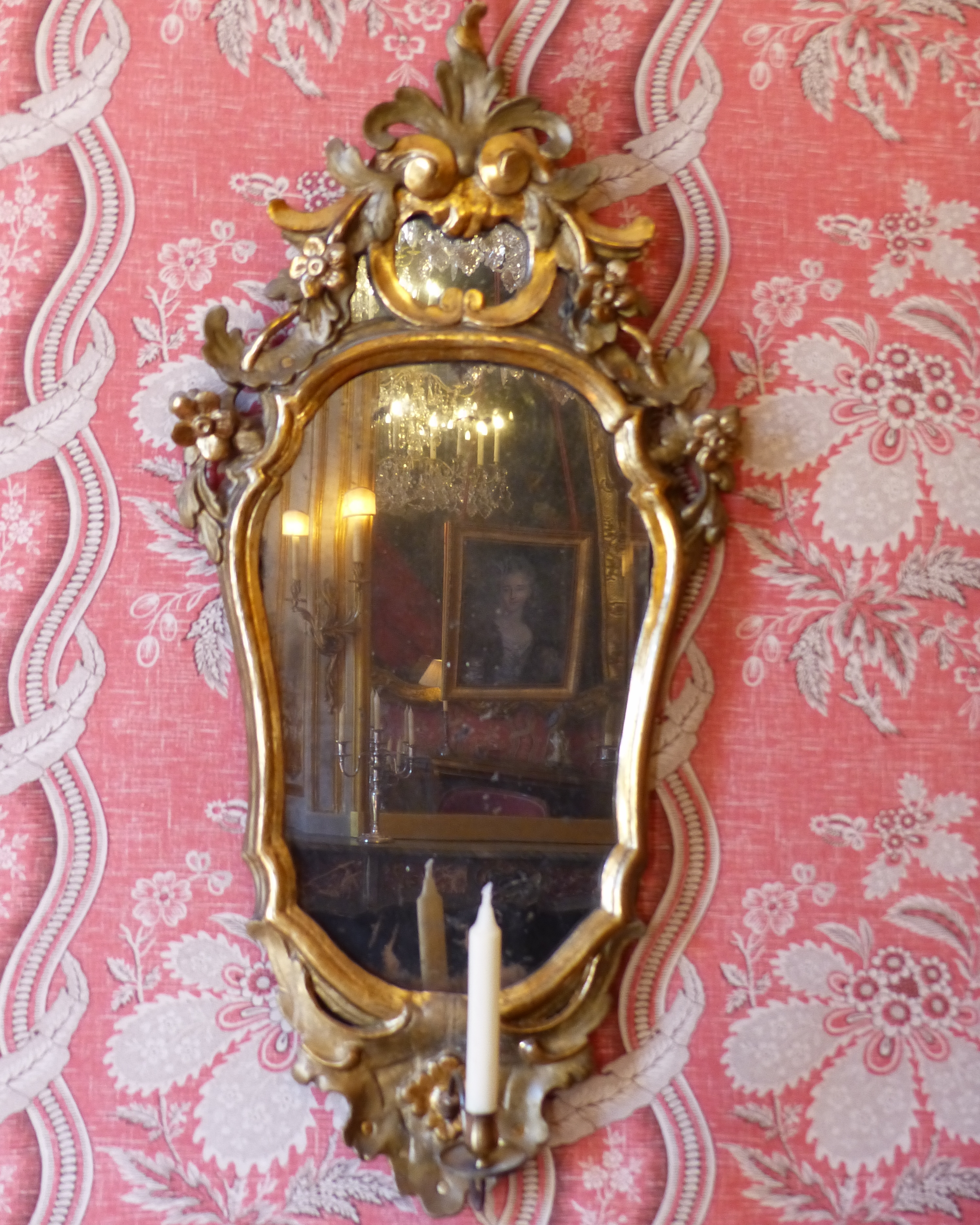
Applique Louis XV

Cette pièce évoque la jeunesse de cette femme considérée comme étant une des plus belles du pays. On y trouve un bureau à cylindre et un lit à la polonaise. La décoration est de style rocaille, avec des figures de singes orientaux et des putti jouant avec les guirlandes de fleurs. Un guéridon bouillotte en acajou, bronze et marbre blanc, une bergère et une duchesse brisée d'époque Louis XV, une paire d'appliques de même époque en bronze doré, et sur les murs, Artémise attribué à Antoine Rivalz, des Femmes au bain par Caspar Netscher, et devant le grand miroir surplombant la cheminée de marbre gris et rose, un portrait anonyme de Pauline, duchesse de Caumont (vers 1785). Le décor est de gypserie dorée.

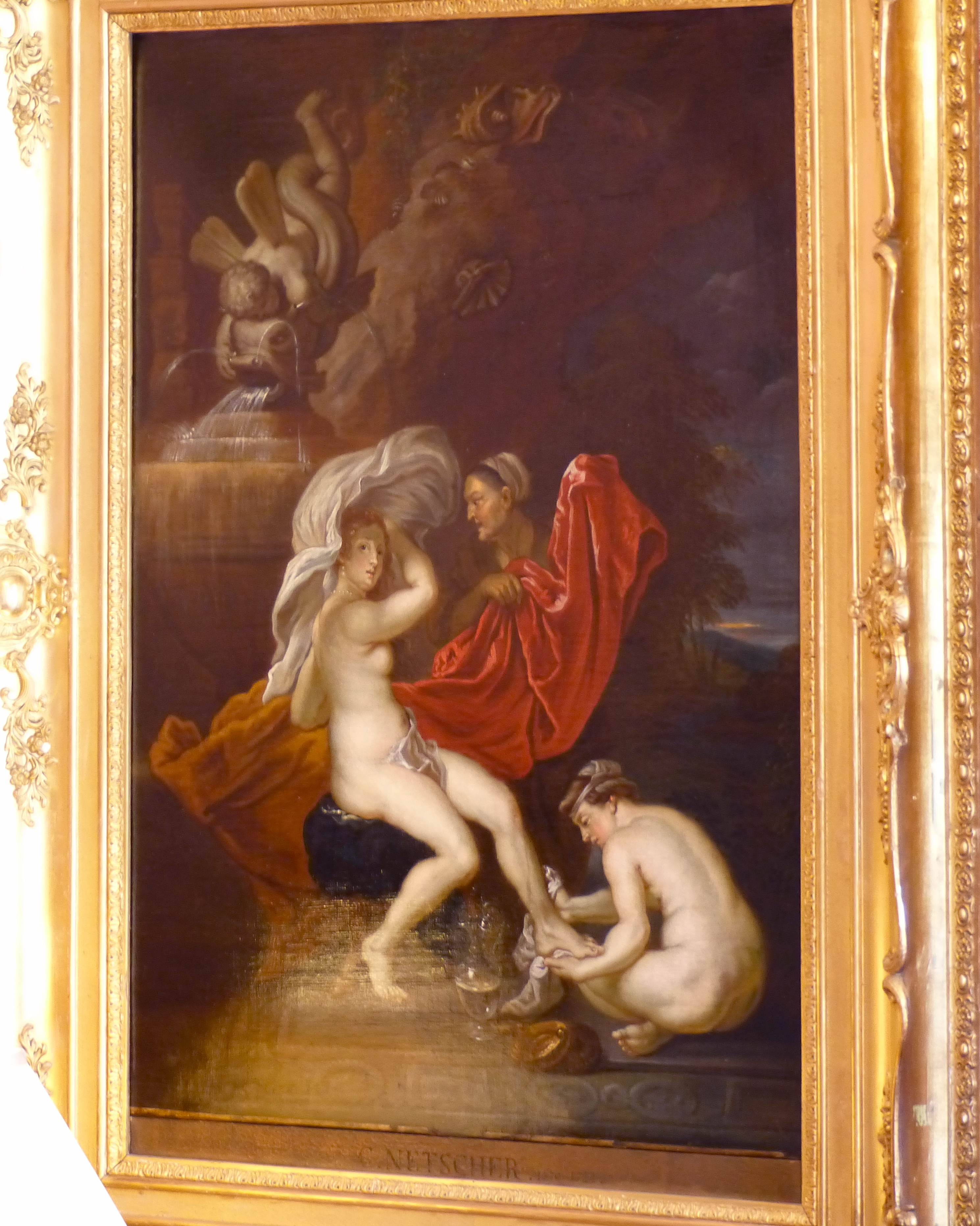
Femmes au bain par Caspar Netscher
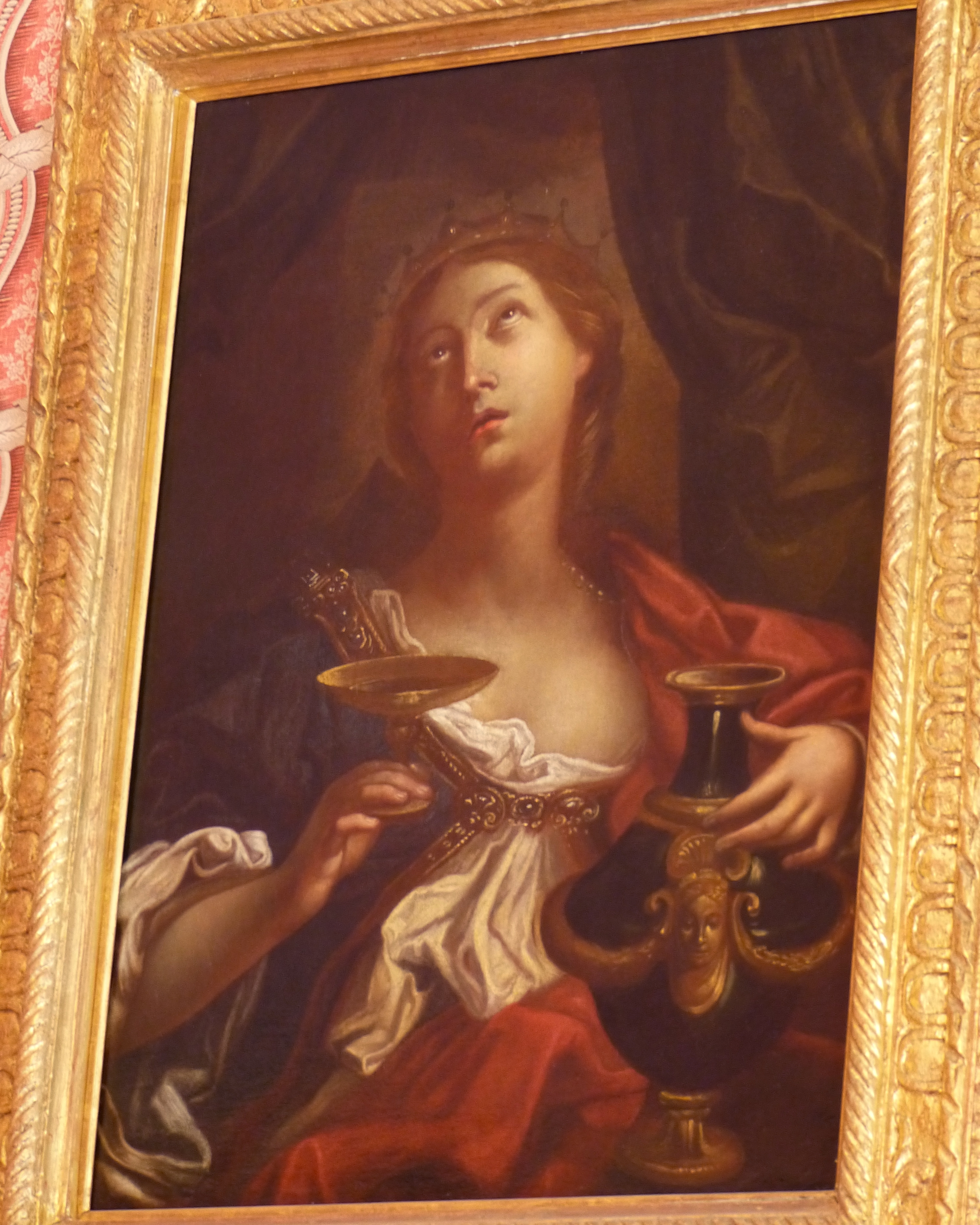
La reine Artémise par Antoine Rivalz
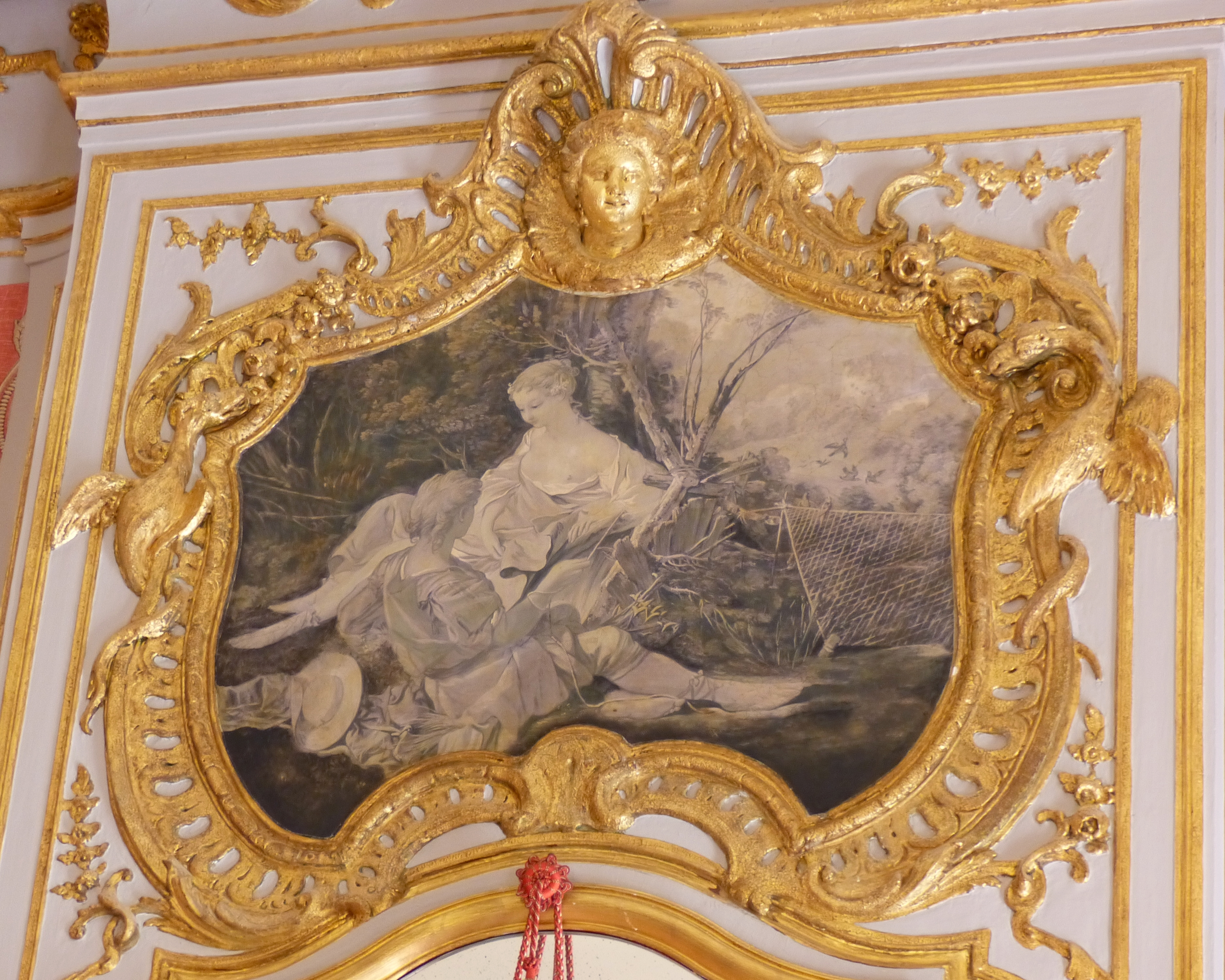
Peinture du trumeau de cheminée
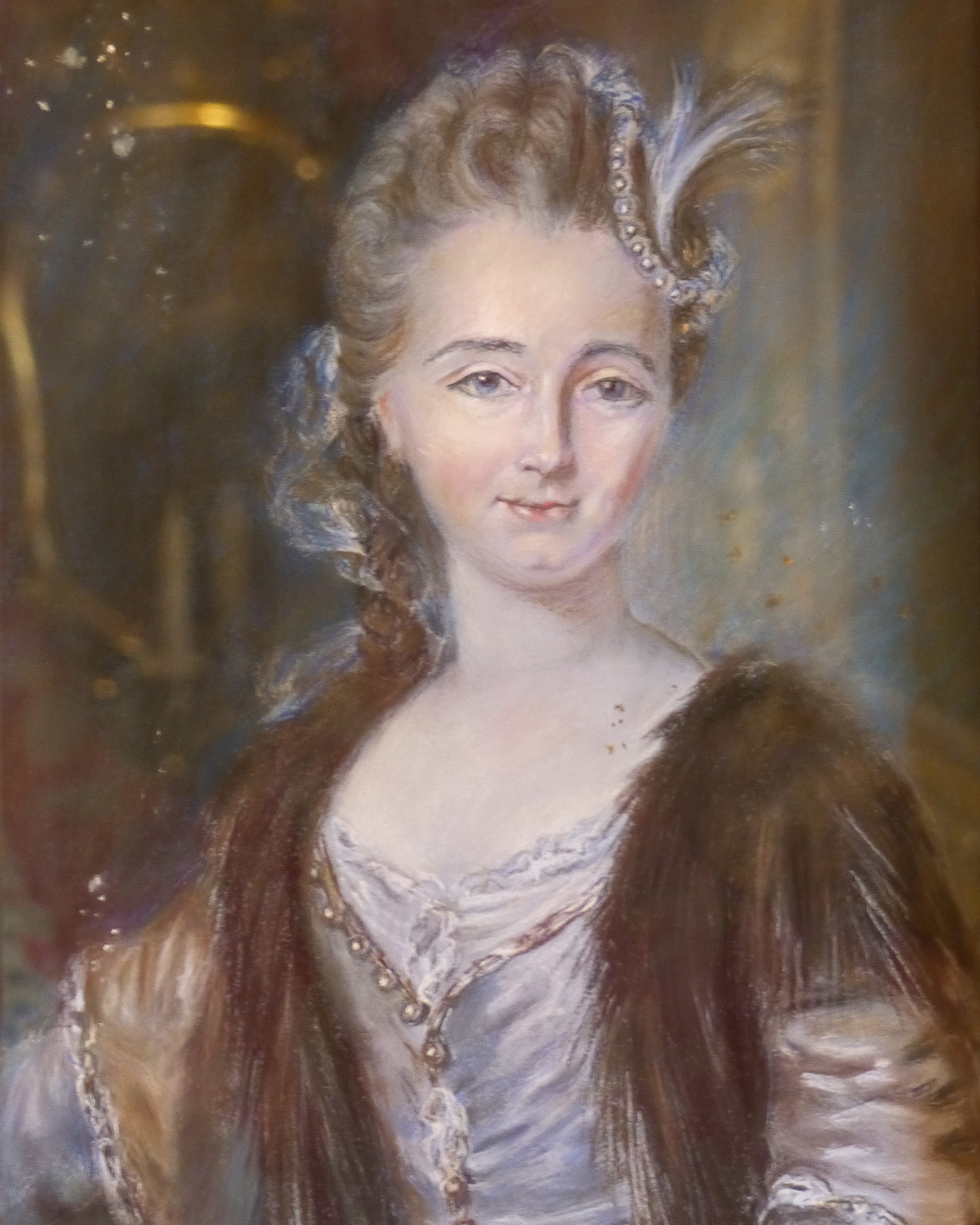
Pauline de Bruny de la Tour-d'Aigues
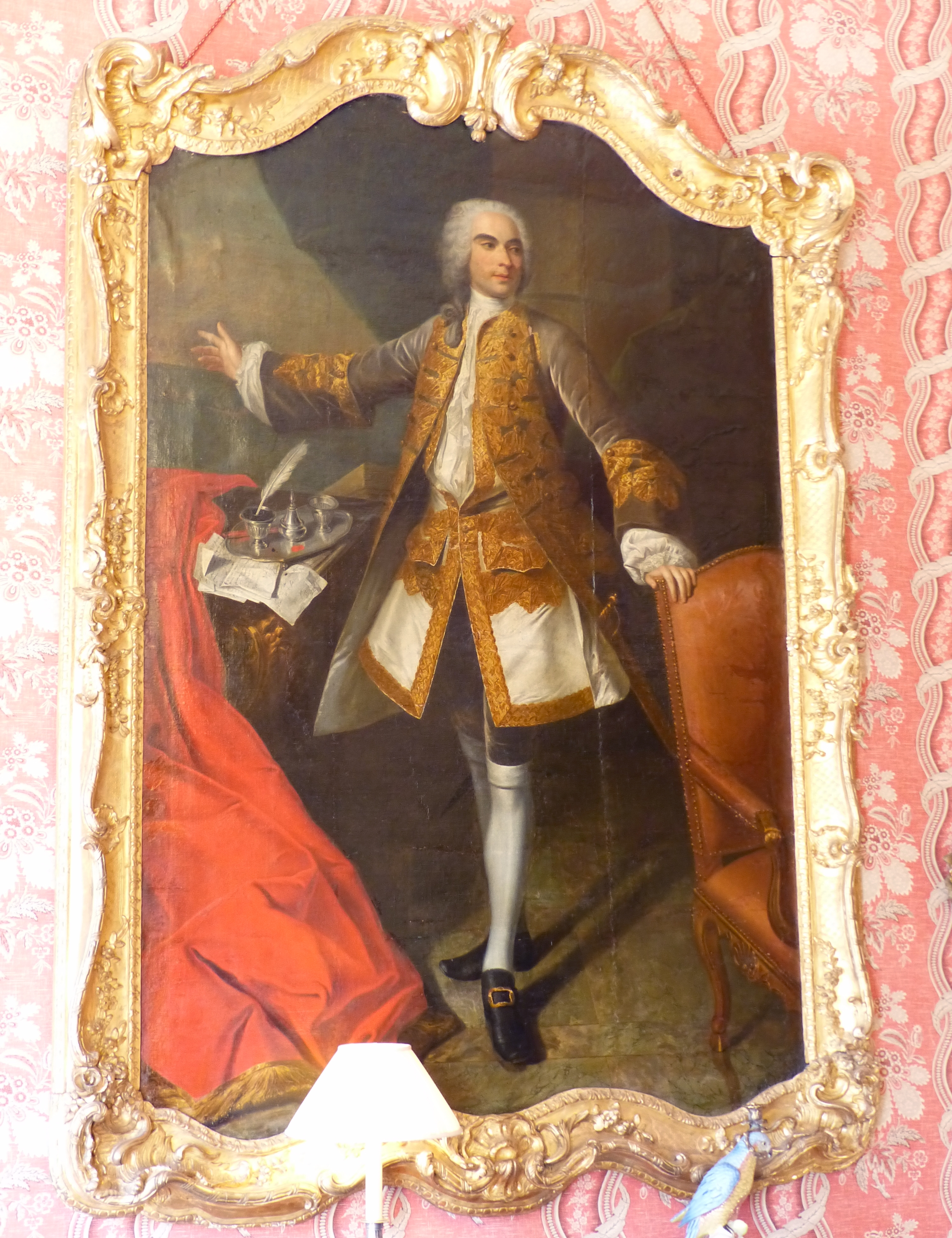
Marquis Jean-Louis de Ranché, par Pierre Bernard (1753).

## Les jardins
Ils furent dessinés selon les caractéristiques des jardins dits à la française, sur des tracés géométriques, avec des jeux d'eau.

### Le jardin haut
On y accède directement depuis le salon chinois et la grande galerie dont il est le prolongement lors des réceptions. Un bassin circulaire est encadré de quatre parterre de gazon ponctués de buis boule.

### Le jardin bas
Organisé autour d'une palmette végétale, d'après un dessin de Robert de Cotte, il est bordé de buis, de rosiers et chênes verts, d'ifs, et d'une fontaine dite des Trois Tritons.

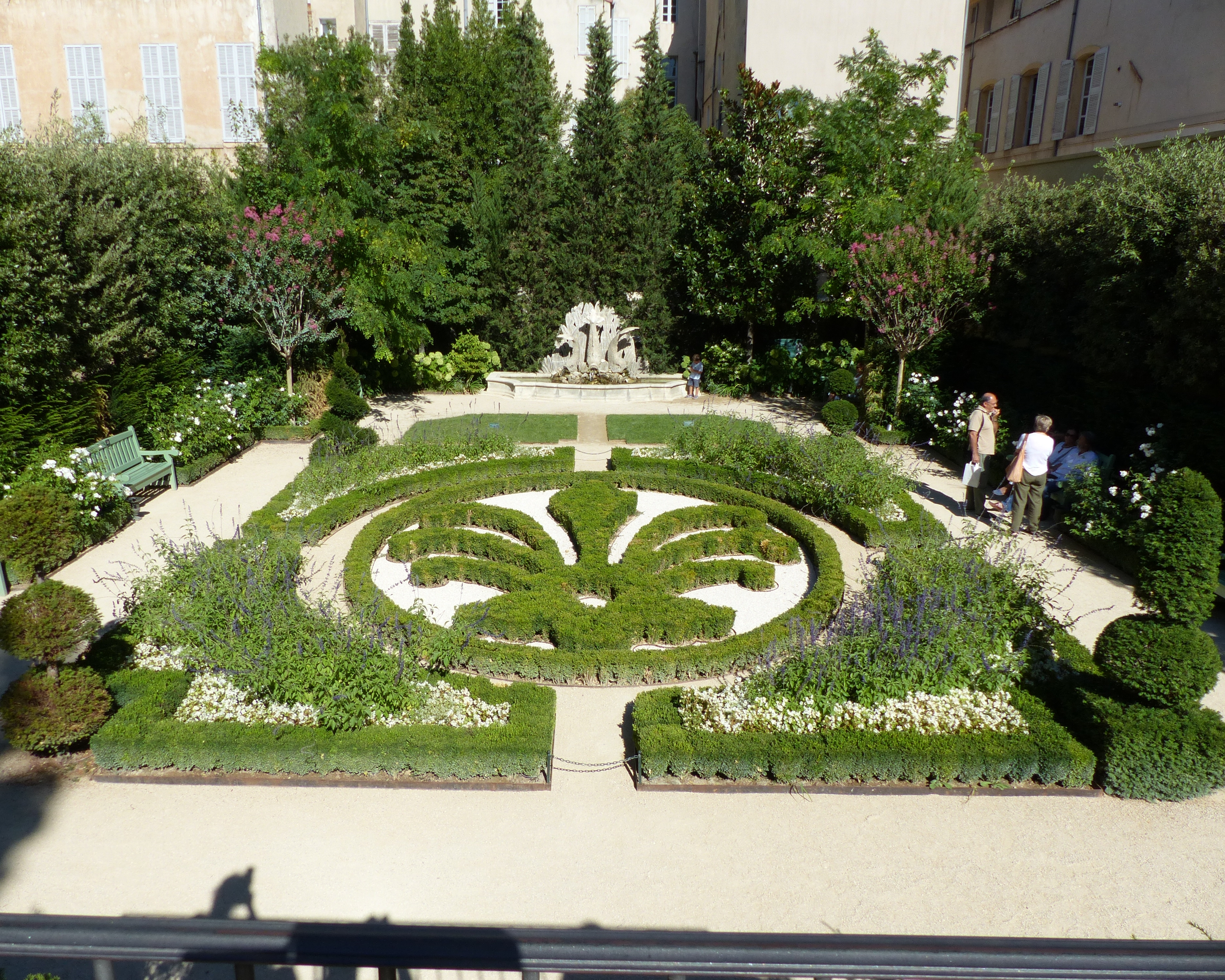
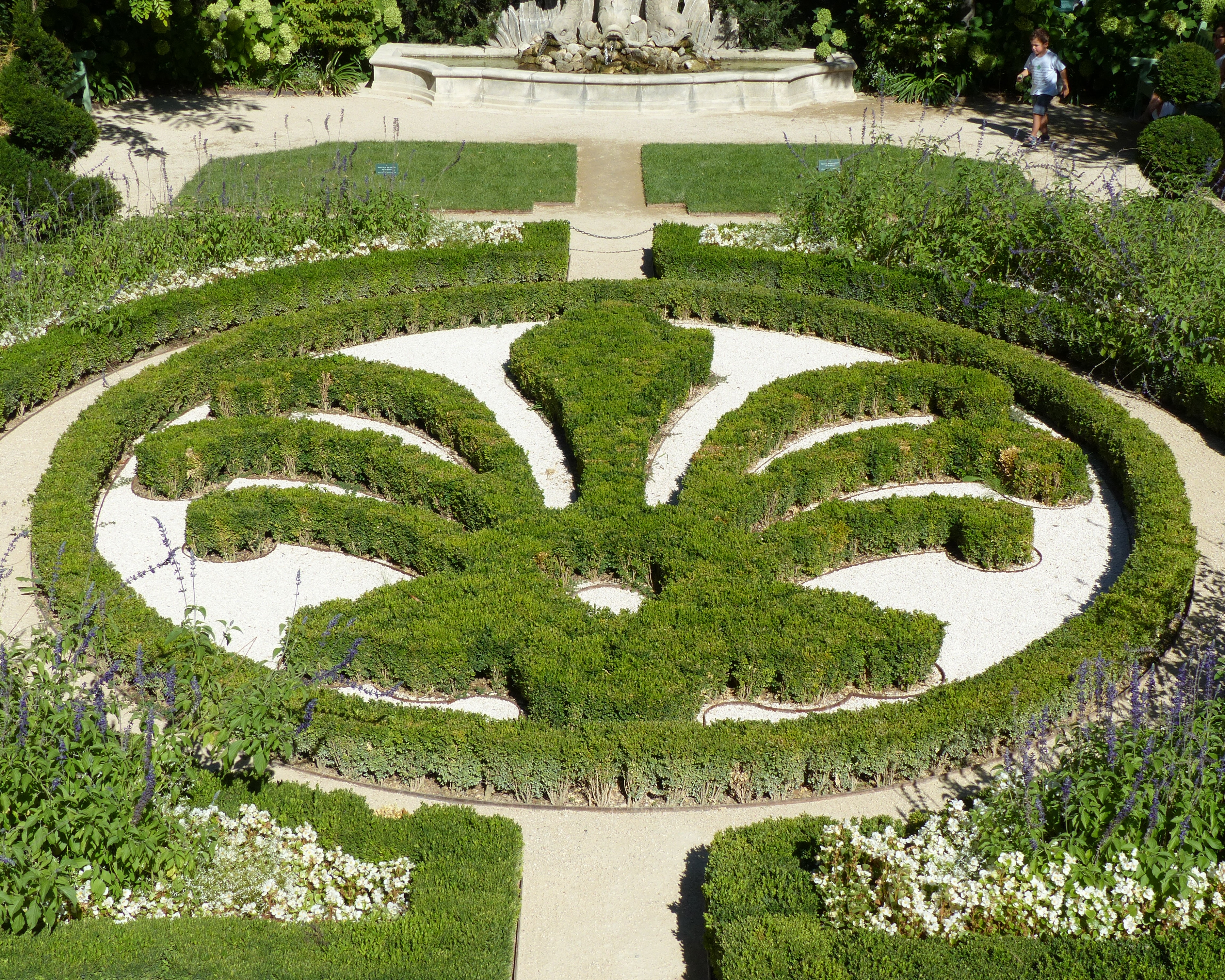
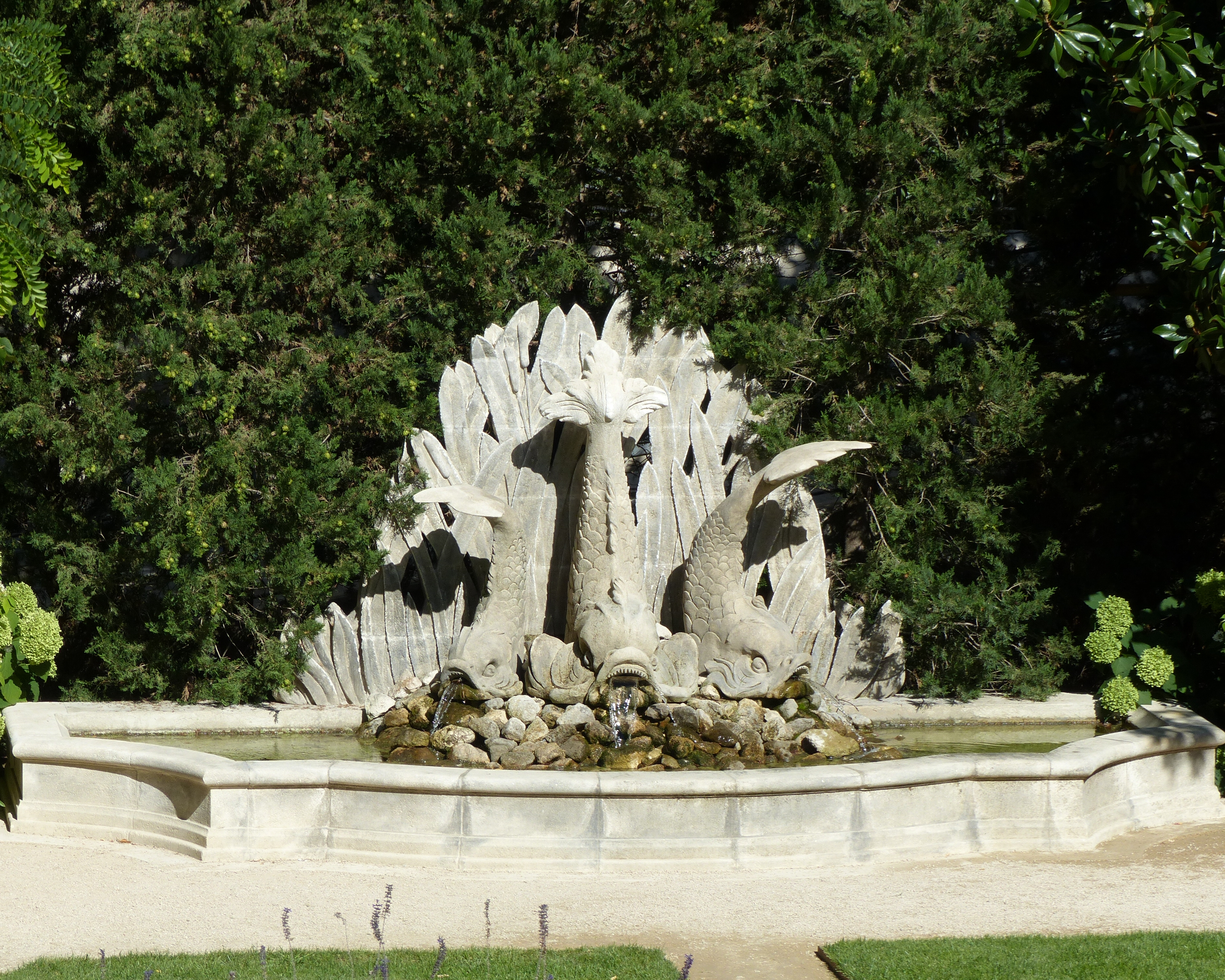
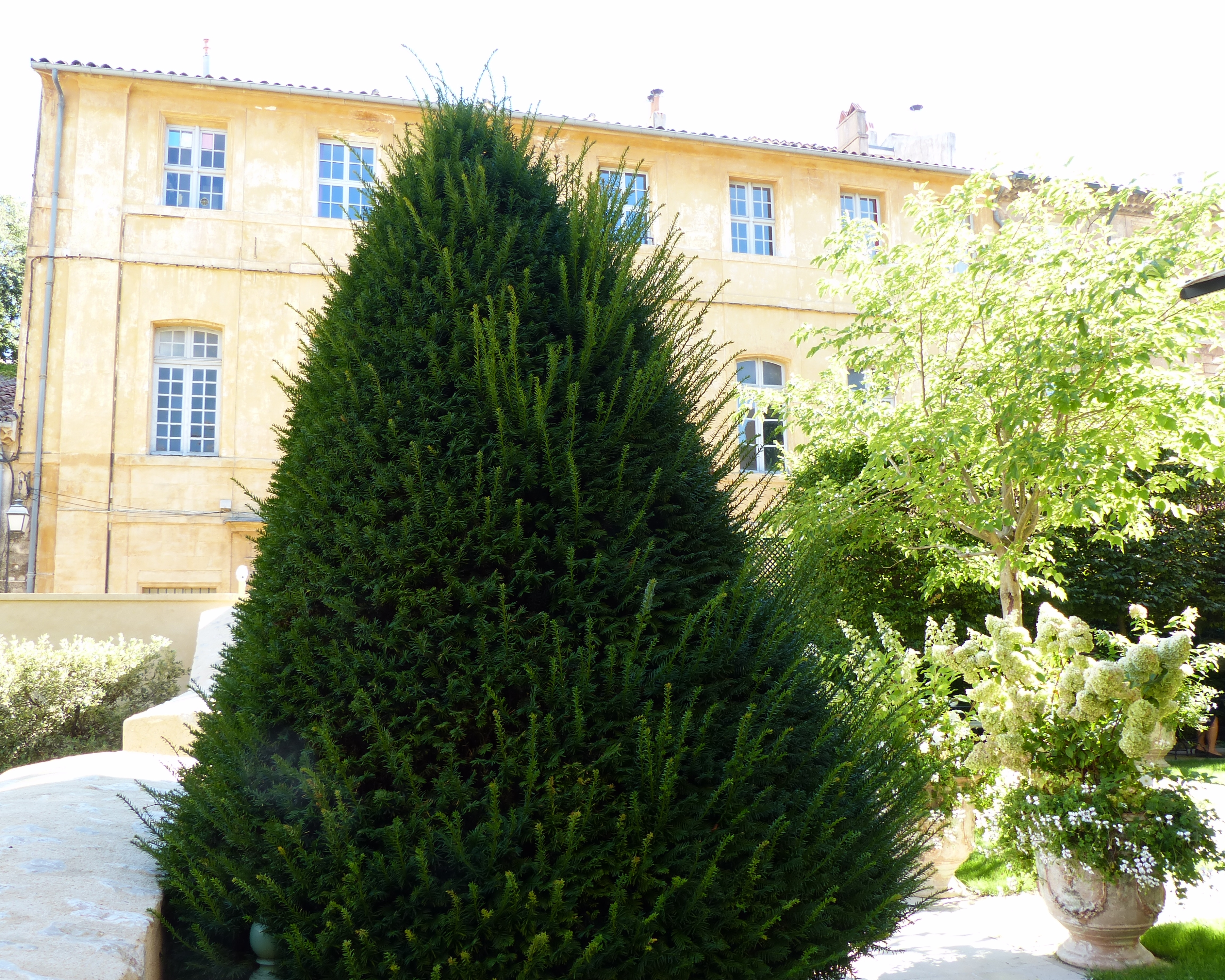

## Expositions temporaires
- du 6 mai au 13 septembre 2015 : Canaletto, le triomphe de la lumière;
- du 7 novembre 2015 au 28 mars 2016 : Les collections du Prince de Liechtenstein
- du 4 mai au 18 septembre 2016 : Turner et la couleur.
- du 22 octobre 2016 au 1er mai 2017 : Marilyn
- du 7 avril au 3 septembre 2017 : Vladimir Skoda
- du 10 juin au 15 octobre 2017 : Sisley l’impressionniste[20],[21],[22],[23].
- du 24 novembre 2017 au 11 mars 2018 : Botero
- du 27 avril au 23 septembre 2018 : Nicolas de Staël en Provence
- du 1er novembre 2018 au 24 mars 2019 : Chagall, du noir et blanc à la couleur[24]
- du 1er mai au 29 septembre 2019 : Chefs-d'œuvre du Guggenheim De Manet à Picasso, la Collection Thannhauser
- du 8 novembre 2019 au 22 mars 2020 : Hokusai, Hiroshige, Utamaro, les grands maîtres du Japon - la collection Georges Leskowicz
- du 30 avril au 11 octobre 2020 : Joaquin Sorolla, lumières espagnoles
- du 19 mai au 10 octobre 2021 : Zao Wou-Ki, "il ne fait jamais nuit"
- du 19 novembre 2021 au 27 mars 2022 : Trésors de Venise, la collection Cini
- du 5 mai au 18 septembre 2022 : Raoul Dufy, l'ivresse de la couleur
- du 28 octobre 2022 au 26 mars 2023 : Yves Klein intime
- du 4 mai au 8 octobre 2023 : Max Ernst, Mondes magiques, mondes libérés
- du 17 novembre 2023 au 24 mars 2024 : Mucha, maître de l'art nouveau
- du 30 avril 2024 au 6 octobre 2024 : Bonnard et le Japon
- du 8 novembre 2024 au 23 mars 2025 : Steve McCurry , regards
- du 30 avril 2025 au 5 octobre 2025 : Niki de Saint Phalle , le bestiaire magique